# Rue Saint-Jacques (Paris)
Pour les articles homonymes, voir Rue Saint-Jacques.
La rue Saint-Jacques est située sur la rive gauche de la Seine, dans le 5e arrondissement.

## Situation et accès
Ancien axe majeur de la ville gallo-romaine (cardo maximus), elle constitue toujours l'une des principales voies de transit à travers le quartier Latin, parallèlement au boulevard Saint-Michel (mais en sens opposé pour la circulation de véhicules). Elle se distingue par la présence de nombreux étudiants et, dans sa partie septentrionale, de touristes.
Elle commence au 79, rue Galande et se termine au 84, boulevard de Port-Royal. Des nos 1 bis et 2 bis à 161 et 184, elle traverse le quartier de la Sorbonne, et des nos 163 et 186 à 307 et 350, celui du Val-de-Grâce.
La rue Saint-Jacques est desservie à proximité par la ligne de RER B, aux gares de Saint-Michel - Notre-Dame, du Luxembourg et de Port-Royal et par la ligne de métro 10, à la station Cluny - La Sorbonne.
La rue Saint-Jacques rencontre les voies suivantes, dans l'ordre des numéros croissants (« g » indique que la rue se situe à gauche, « d » à droite) en montant cette rue depuis la Seine :
- rue Saint-Séverin (d)
- rue Galande (d)
- rue de la Parcheminerie (d)
- boulevard Saint-Germain
- rue Dante (g)
- rue Du Sommerard (g)
- rue des Écoles (g)
- place Marcelin-Berthelot (g)
- rue du Cimetière-Saint-Benoist (g)
- rue Cujas (g)
- rue Soufflot (d) et (g)
- rue Malebranche (d)
- rue des Fossés-Saint-Jacques (g)
- rue Royer-Collard (d)
- rue Pierre-et-Marie-Curie (g)
- rue de l'Abbé-de-L'Épée (d) et (g)
- rue des Feuillantines (g)
- place Alphonse-Laveran
- rue du Val-de-Grâce (d)
- rue Fustel-de-Coulanges (d)
- boulevard de Port-Royal (d) et (g)

## Origine du nom
Son nom est dû à une ancienne chapelle Saint-Jacques, donnée au XIIIe siècle aux Dominicains, surnommés depuis Jacobins.

## Historique

### Antiquité
Au Néolithique, s’appuyant sur le monceau Saint-Séverin, on pouvait se rendre de la place Maubert (actuelle) à l’île de la Cité, en période de basses-eaux, par un gué.
Ancienne piste gauloise, elle devient le principal axe nord-sud gallo-romain sous le nom de Via Superior. Large de neuf mètres et solidement pavée, c'est la route de Genabum (Orléans) depuis la rue des Feuillantines jusqu'au boulevard de Port-Royal. Son tracé correspond à la partie sud du cardo de l'ancienne Lutèce, la ville romaine dont le centre se situait dans l'actuel Quartier latin (Luxembourg, Panthéon). Elle se trouve dans le prolongement de la rue du Petit-Pont et se poursuit vers le sud par la rue du Faubourg-Saint-Jacques.

### Moyen Âge
Au Moyen Âge, c'était la principale artère qui reliait Paris à Étampes et Orléans. Elle était empruntée par les nombreux pèlerins qui se rendaient à Saint-Jacques-de-Compostelle, depuis l'église Saint-Jacques-la-Boucherie, dont l'actuelle tour Saint-Jacques est le dernier vestige, par les rues Saint-Jacques, du Faubourg-Saint-Jacques et de la Tombe-Issoire.
La rue a changé de très nombreuses fois de dénomination. Au XIIe siècle, elle s'appelait : « Grant-Rue-Oultre-Petit-Pont », « Grand'rue du Petit-Pont » ; vers 1280-1300, elle est citée dans Le Dit des rues de Paris de Guillot de Paris sous la forme « Grant-Rue ». Au XIIIe siècle, elle prit selon les tronçons les noms suivants : « Grand'rue Saint-Jacques-des-Prêcheurs », « Grand'rue Saint-Étienne-des-Grès », « Grand'rue Saint-Benoît-le-Beslournet », « Grand'rue près du chevet de l'église Saint-Severin », « Grand'rue outre Petit-Pont », « Grand'rue vers Saint-Mathelin », « Grand'rue Saint-Benoît », enfin « Grand'rue Saint-Jacques », en raison de la chapelle Saint-Jacques, où s'établirent en 1218, dans un établissement qui devint le couvent des Jacobins et subsista jusqu'en 1790, les religieux dominicains, frères Prêcheurs, dits depuis Jacobins. Cette voie, jusqu'à la rue de la Bourbe, porte enfin le nom de « rue Saint-Jacques » depuis 1806.

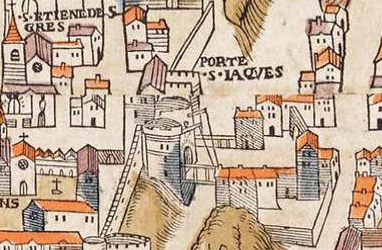
La porte Saint-Jacques sur le plan de Truschet et Hoyau (1550).

La rue Saint-Jacques formait l'une des limites du fief du clos de Garlande.
La porte Saint-Jacques de l'enceinte de Philippe Auguste était située entre la rue Soufflot et la rue des Fossés-Saint-Jacques. Appelée aussi « porte Notre-Dame-des-Champs » car on l'empruntait pour se rendre au faubourg et au monastère portant ce nom, elle a vu passer le 13 avril 1436 les troupes de Charles VII entrant dans Paris libéré des Anglais. La porte fut abattue en 1684.

### Temps modernes
Le 4 septembre 1557, la rue Saint-Jacques est le théâtre de l'affaire de la rue Saint-Jacques, fait divers sanglant et prélude aux guerres de Religion.

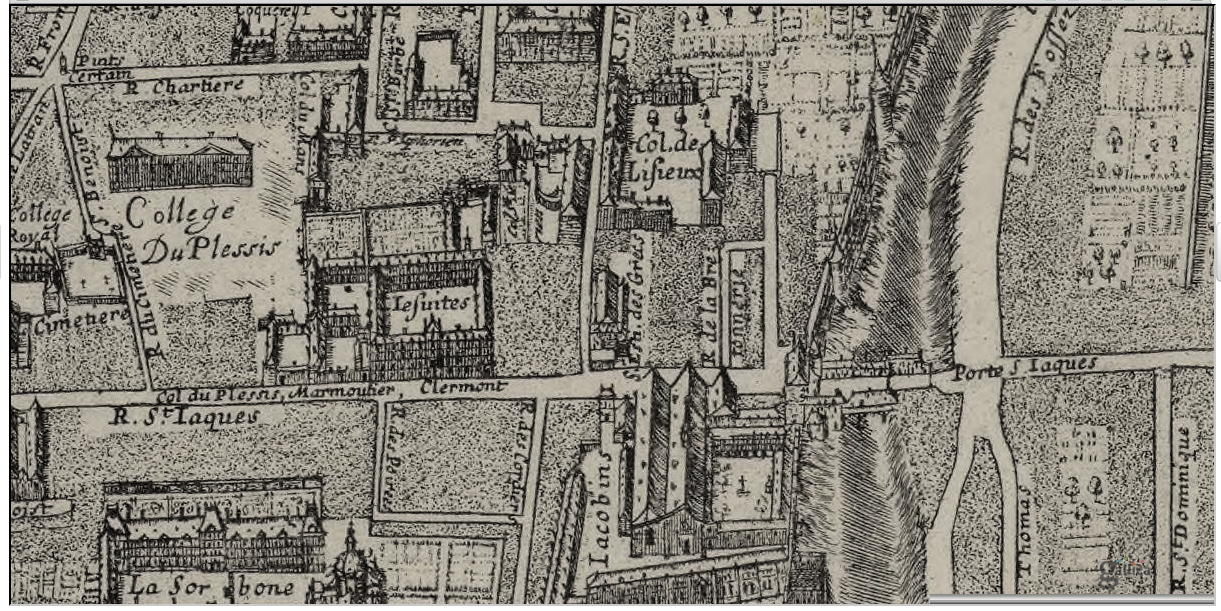
La rue Saint-Jacques sur le plan de Gomboust (1649-1652).

Du XVIe au XVIIIe siècle s'y concentrent les premiers imprimeurs en France puis les libraires-imprimeurs comme le Soleil d’Or et les Trois Cigognes. L'usage a été entériné par un arrêt du 1er avril 1620 prescrivant à tous les imprimeurs et libraires de Paris de se cantonner dans le quartier de l'Université, autour de la rue Saint-Jacques, et de ne pas dépasser la rue des Noyers, sous peine de mort. La rue est de la sorte également le lieu où résident des graveurs comme Guillaume Chasteau, Laurent Cars, Charles-Eugène Duponchel, Étienne Jehandier Desrochers, Edme Jeaurat, Jean-Baptiste Scotin, Noël Le Mire, Jean-Jacques Le Veau, Charles-François-Adrien Macret, Clément-Pierre Marillier ou Simon Thomassin.
Elle est citée sous le nom de « rue Saint Jacques » dans un manuscrit de 1636.

### Après 1806
Jusqu'en 1806, la rue Saint-Jacques se limitait à la partie comprise à l'intérieur de l'ancienne enceinte de Philippe Auguste. Son extrémité sud était à l'ancienne porte Saint-Jacques démolie en 1684 située sur la rue entre l'actuelle rue Soufflot et la rue des Fossés-Saint-Jacques. Au-delà, l'actuelle rue Saint-Jacques était dénommée rue du Faubourg-Saint-Jacques.
La rue Saint-Jacques fut étendue à cette partie de la rue du Faubourg-Saint-Jacques jusqu'aux rues de la Bourbe et des Capucins, à l'emplacement du boulevard de Port-Royal réalisé  de 1857 à 1867 qui a absorbé ces deux anciennes rues.
La rue perdit beaucoup de son importance après le percement du boulevard Saint-Michel, par le préfet Haussmann sous Napoléon III. Ce nouveau boulevard, parallèle à la rue Saint-Jacques, beaucoup plus large, n'est situé que 200 mètres à l'ouest.
La rue Saint-Jacques étroite et irrégulière fut élargie dans sa partie nord par un décret d'alignement de 1855 appliqué en 1907. Les maisons anciennes du côté pair furent abattues dégageant l'église Saint-Séverin. Plusieurs immeubles côté impair ont cependant été préservés.
La construction de la nouvelle Sorbonne en 1893-1897 et de la façade du lycée Louis-le-Grand entre 1895 et 1898 a également élargi la rue dans la montée vers la Montagne Sainte-Geneviève. Entre la rue Soufflot et la rue Gay-Lussac, la rue retrouve son étroitesse médiévale. Le recul de quelques immeubles plus récents accroît l'irrégularité de son tracé.

Sections étroites
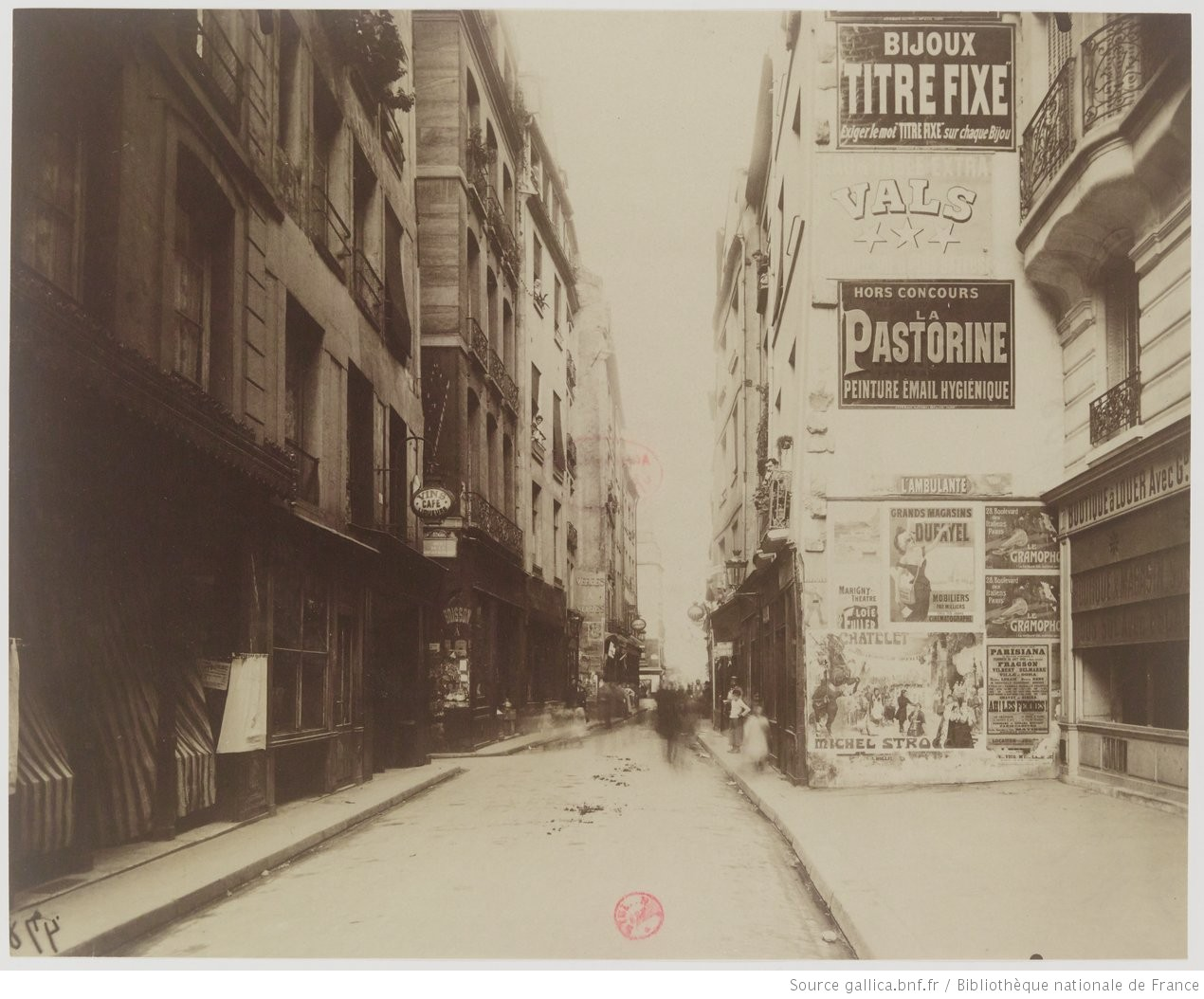
Rue Saint-Jacques entre le boulevard Saint-Germain et la rue du Petit-Pont vers 1900.
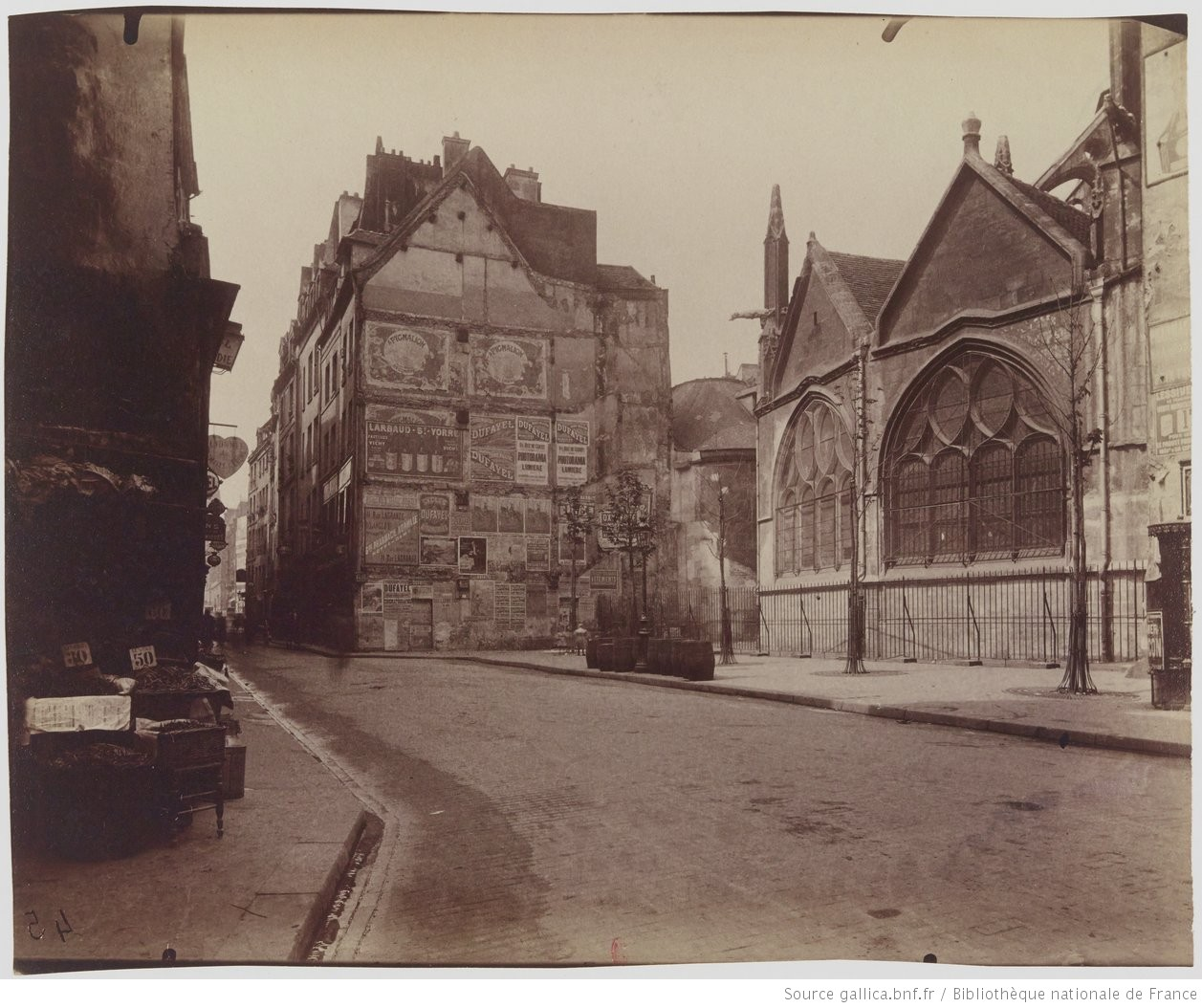
La rue au-delà de l'église Saint-Séverin vers 1900.
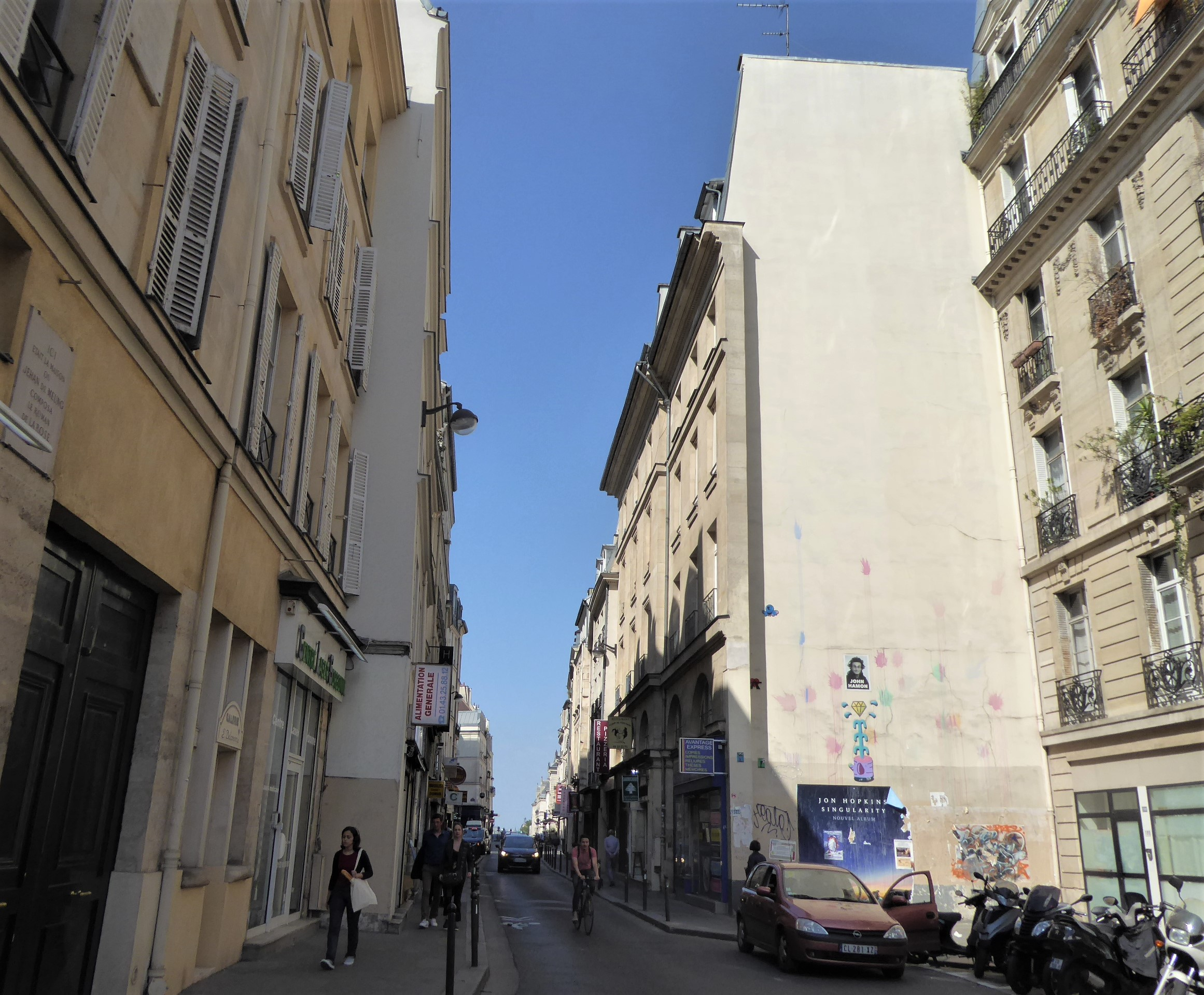
Nos 185-187 en 2018, tronçon non élargi.

Le 23 mars 1918, durant la Première Guerre mondiale, un obus lancé par la Grosse Bertha explose dans le lycée Louis-le-Grand situé au no 123 rue Saint-Jacques.
Le boulevard Saint-Michel et la rue Saint-Jacques sont à sens unique (pour la partie basse du boulevard) et inverse et constituent ainsi un des axes de circulation automobile de Paris.

## Bâtiments remarquables et lieux de mémoire
- No 1 ou 2 : au bas de la rue Saint-Jacques, rue du Petit-Pont, Pierre le Petit, libraire-imprimeur du Roy, est installé en 1674 à l'enseigne de La Croix d'Or, où il imprime l'Ancien et le Nouveau Testament, selon le sieur de Royaumont, prieur de Sombreval. Puis le libraire-imprimeur Jacques Chardon (1688-1766) reprend l'enseigne de La Croix d'Or en 1724[7]. La veuve de Jean Camusat tenait l'imprimerie-librairie à La Toison d'Or et à La Croix d'Or, dans cette rue[8]. En 1749, La Croix d'Or était à Pierre-Alex Le Prieur[9].
- Nos 5 à 25 : anciennes maisons.

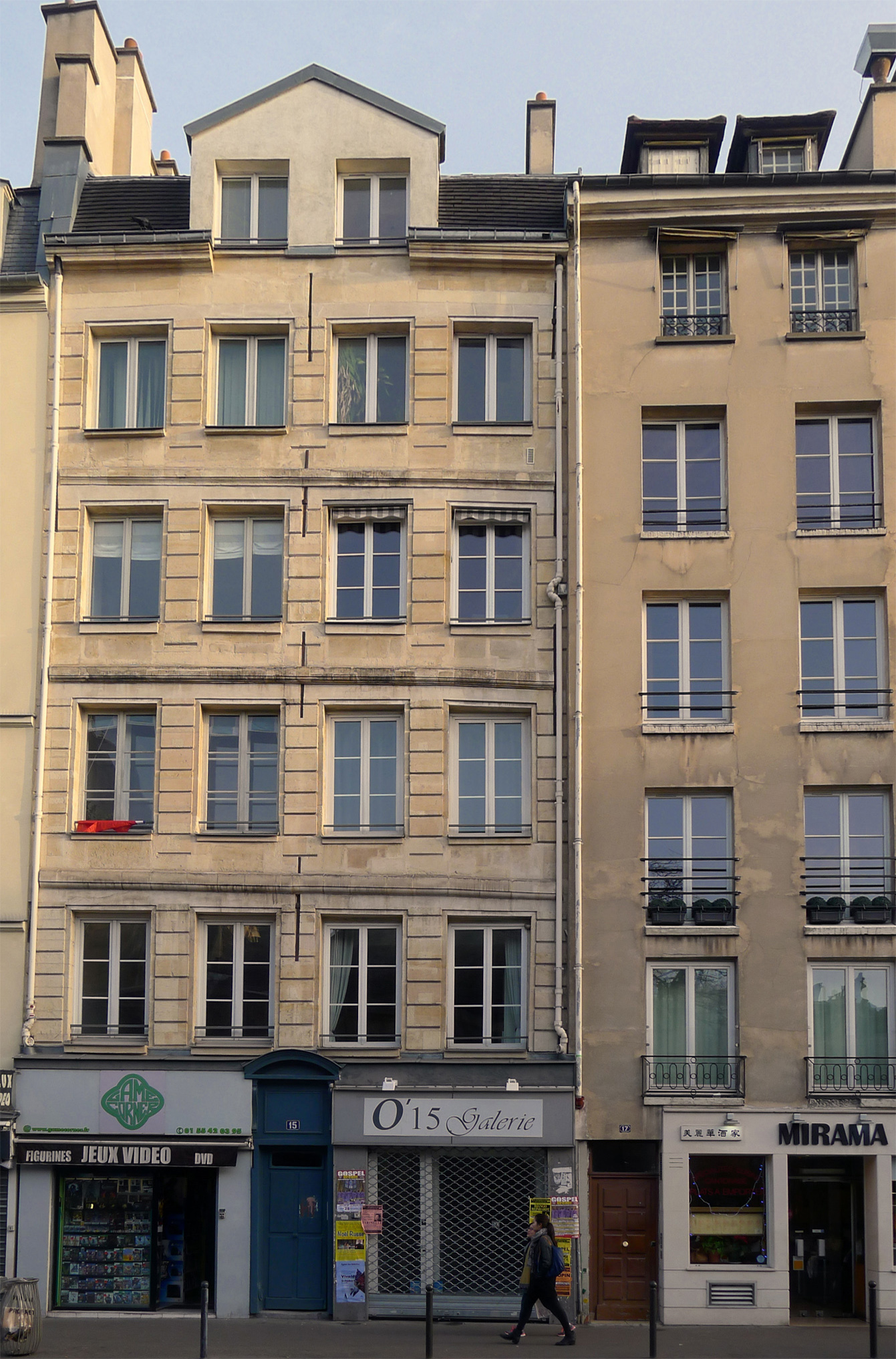
Nos 15 et 17.
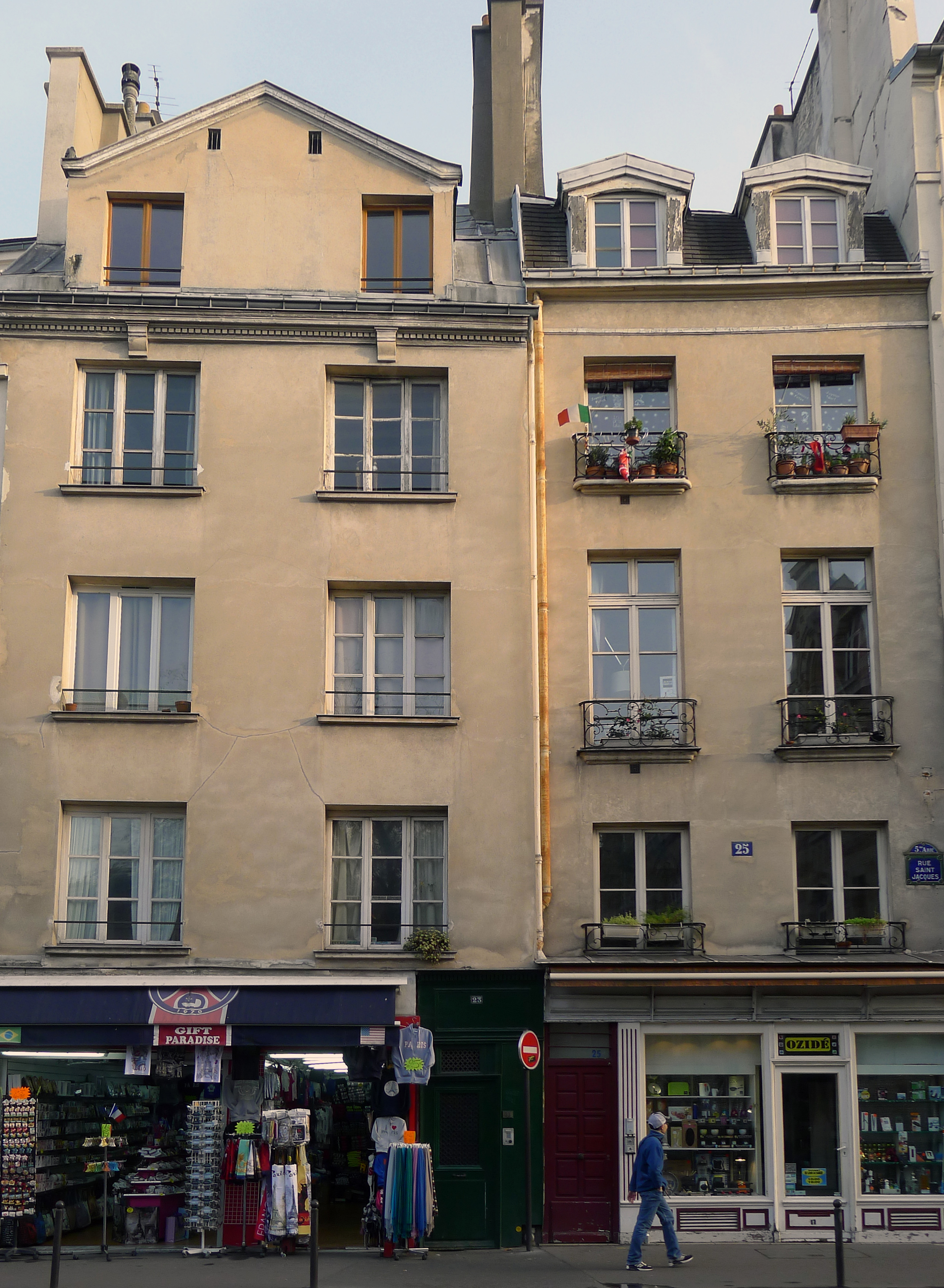
Nos 23 et 25.

- No 12 : à cette hauteur commence la rue Saint-Séverin, et à l'angle de ces deux rues se trouvait la fontaine Saint-Séverin. Construite par le sculpteur Augustin Guillain en 1625 et reconstruite à l'identique par Jean Beausire en 1685, elle fut détruite :
  - face à la fontaine Saint-Séverin se trouvait l'imprimerie-librairie Au Phénix de Prosper Marchand, venu s'installer là en 1701 avec Gabriel II Martin, issu d'une famille de libraires-imprimeurs de la rue Saint-Jacques à l'enseigne du Soleil d'Or[réf. nécessaire] ;
  - près de la fontaine Saint-Séverin se trouvait, en 1699, la librairie-imprimerie de François André Pralard (fils) (17e siècle-1708), à l'enseigne de La Fortune[réf. nécessaire] ;
  - au-dessus de la fontaine Saint-Séverin se trouvait le libraire-imprimeur Estienne-François Savoye à l'enseigne de L'Espérance en 1739[10] ;
  - au-dessus de la Fontaine Saint-Séverin se trouvait en 1693 le libraire-éditeur Pierre Debats à l'Image Saint-François[11] ;
  - proche de la fontaine Saint-Séverin se trouvait le libraire P. G. Le Mercier fils à l'enseigne Saint-Hilaire en 1726, et le même en 1738 toujours rue Saint-Jacques, mais à l'enseigne du Livre d'Or[12].
- No 18 : église Saint-Séverin.

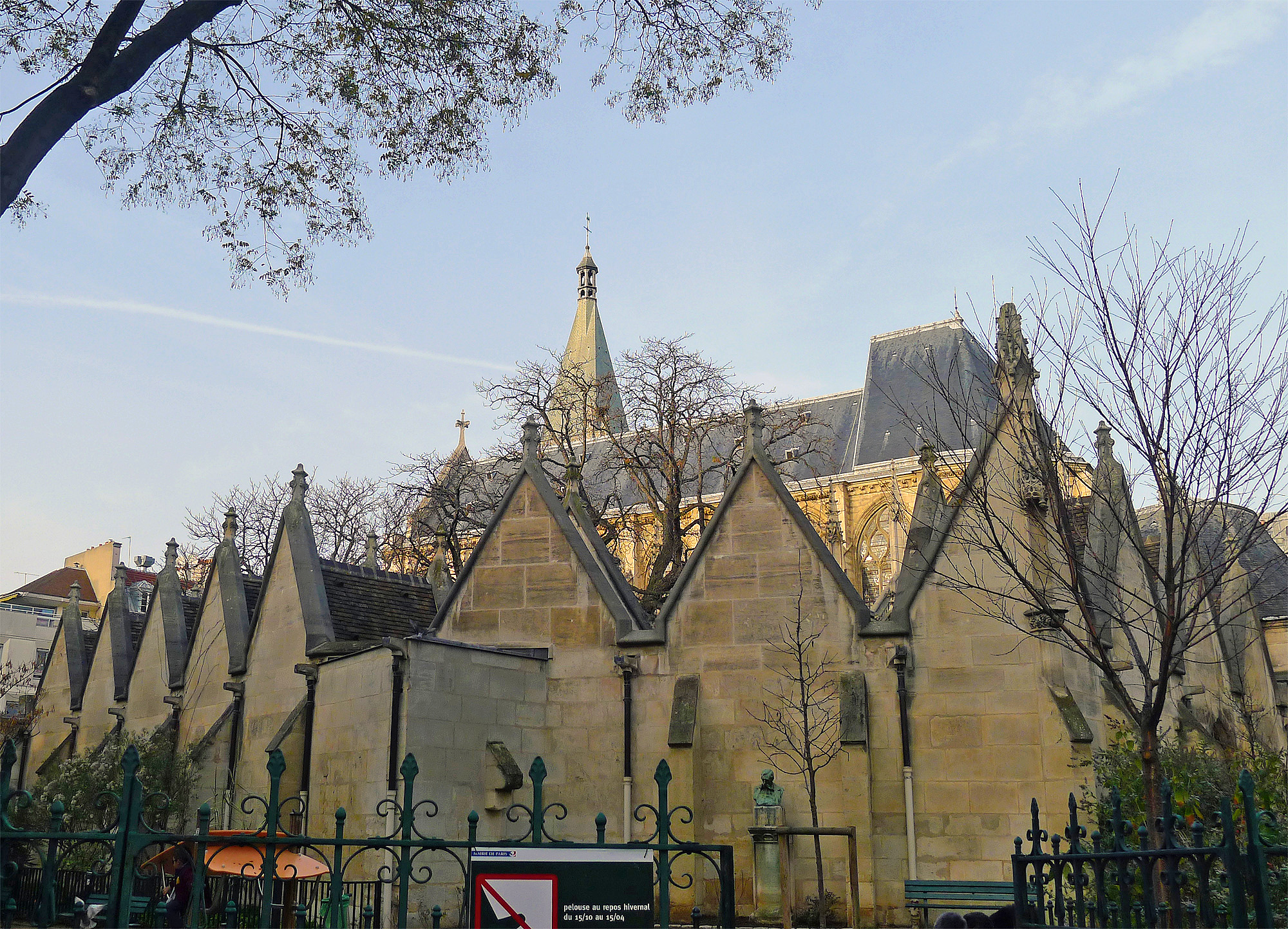
Vue de l'extérieur du cloître.
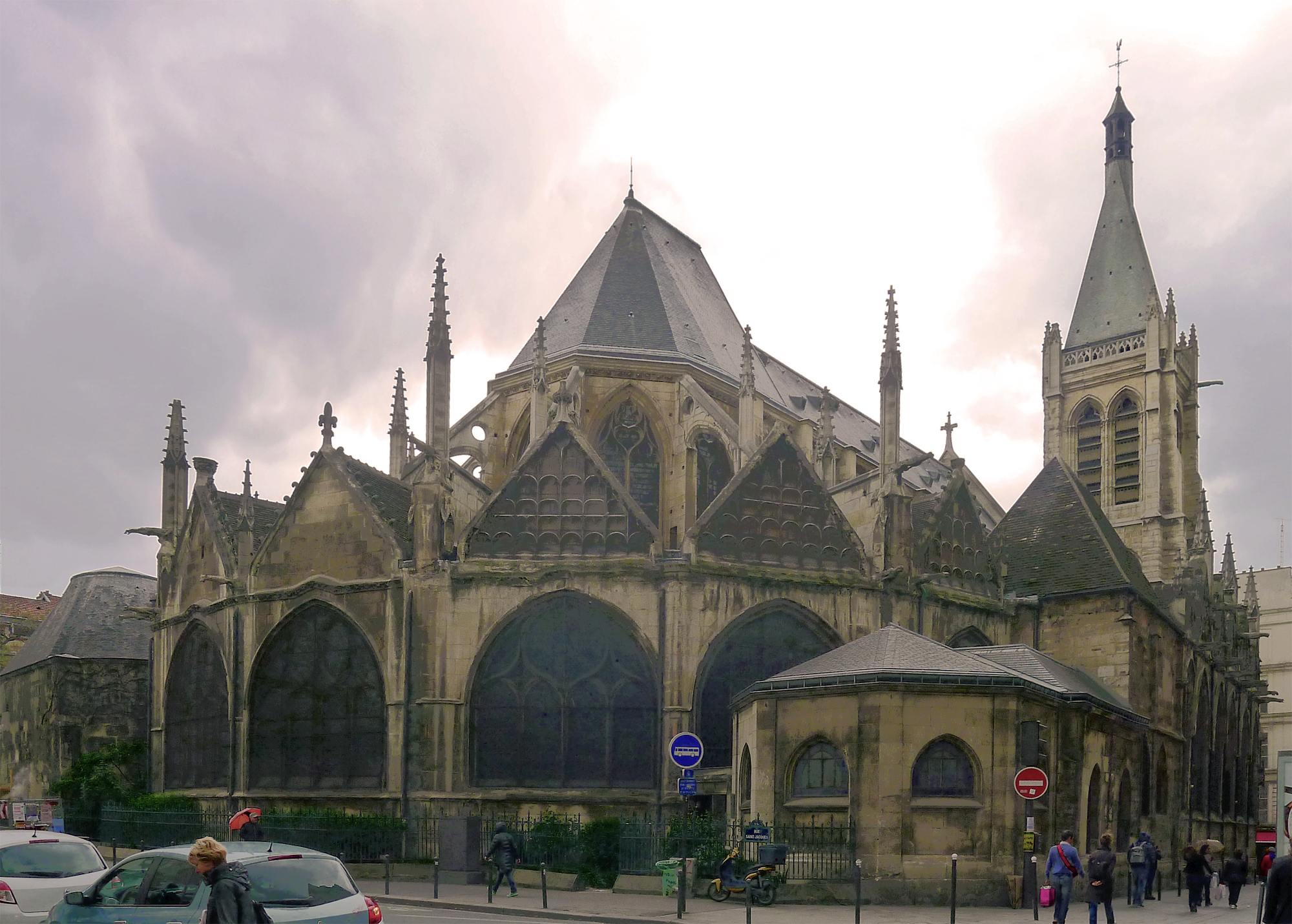
Chevet de l'église.
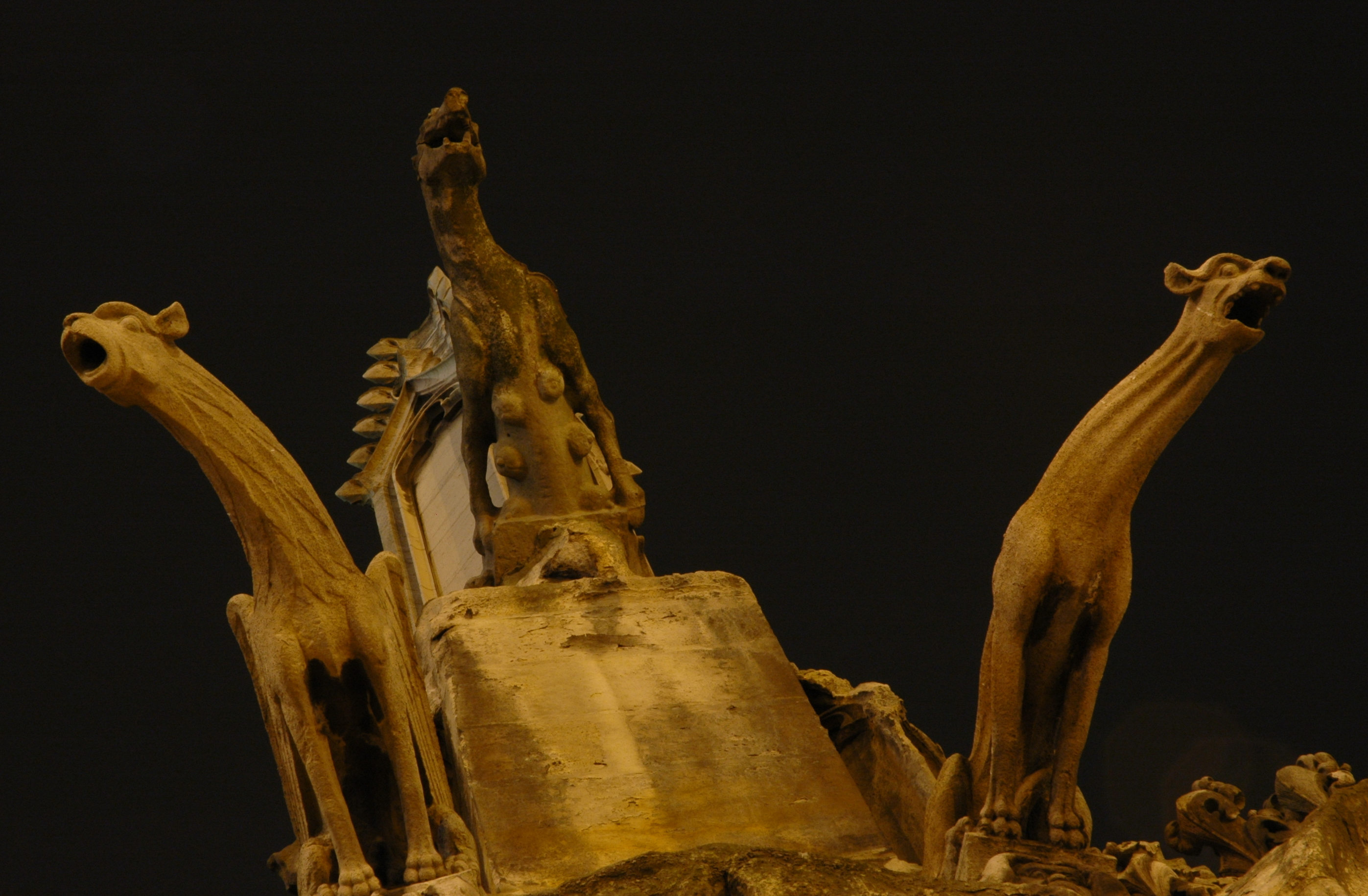
Gargouilles, côté rue Saint-Jacques.

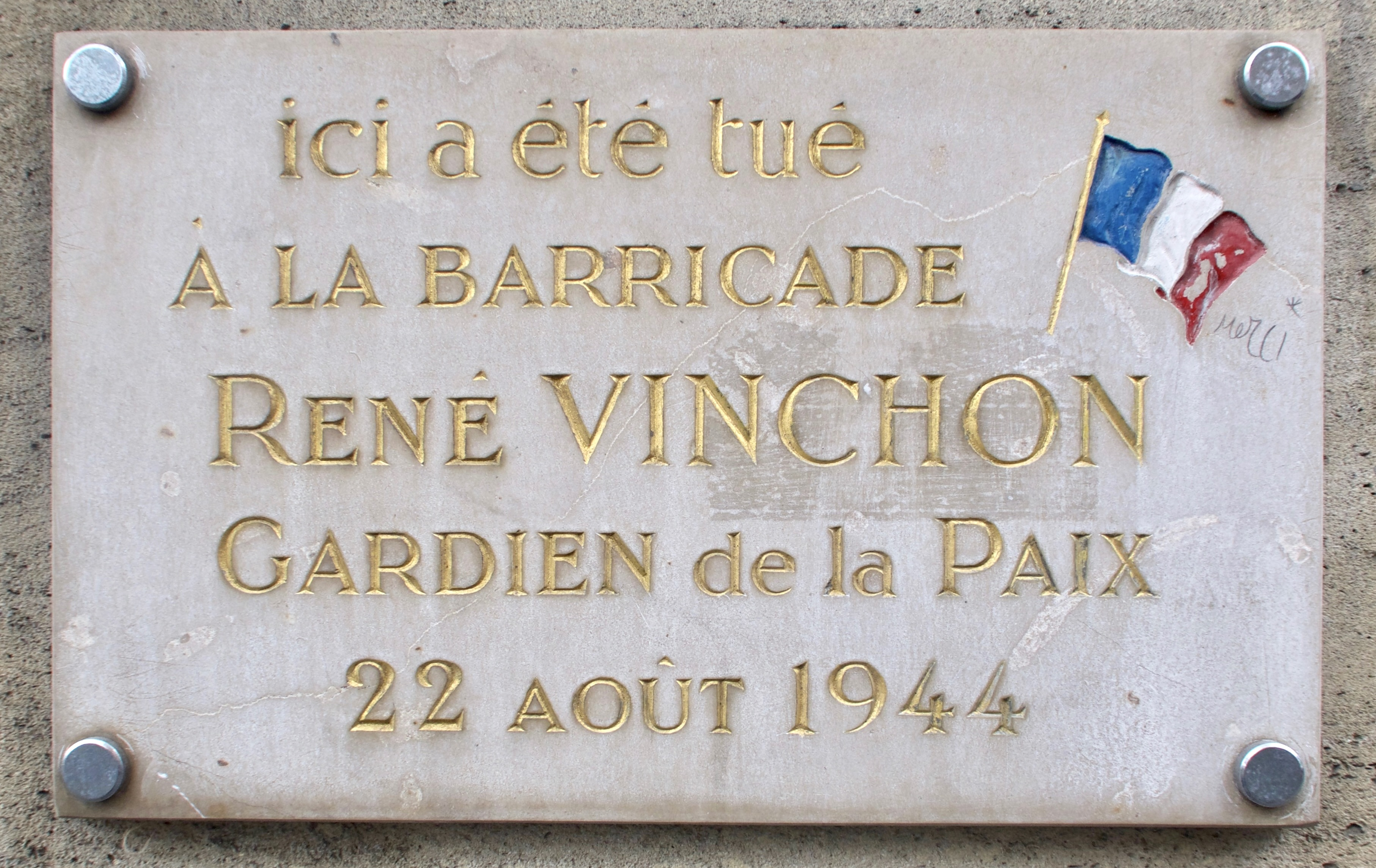
Plaque en hommage au résistant René Vinchon, mort en 1944.

- No 28 : école élémentaire, au croisement avec la rue de la Parcheminerie.
  - À cet emplacement, le plan de Gomboust (1652) mentionne un passage  nommé « La Grande Poste ». En 1572, un relais de poste existe dans l’« hôtel du Chapeau-Rouge ». Il devient, en 1621, « La Grande Poste », première installation d’un bureau de poste aux lettres à Paris[14].
- No 30 : lycée professionnel Abbé-Grégoire.
- No 33 : à ce niveau se trouvait la chapelle Saint-Yves, construite en 1357 et détruite en 1796.
- No 36 : vers cet actuel numéro se trouvait l'imprimeur ordinaire du roi en 1698, Jacques Langlois, en face du couvent des Mathurins de Paris[15] à l'enseigne de La Reine de Paix[16]. Théâtre de Cluny.
- No 43 : les fouilles archéologiques menées en mai 1891 par Charles Magne  mirent au jour, parmi le mobilier trouvé, une lance et un petit scramasaxe (Paris, musée Carnavalet).
- No 46 ou 96 : ancien emplacement de l'église Saint-Benoît-le-Bétourné.
- No 47 : le photographe Dornac y est mort en 1941[17].
- No 53 : siège de la revue ésotérique Tour Saint-Jacques, dirigée par l’écrivain Robert Amadou, fondée en 1955[18].
- No 54 : débouché de la galerie Gerson de la Sorbonne qui a été construite sur le tracé de la rue des Poirées. C'est dans cette rue que Blaise Pascal rédigea Les Provinciales[19].
- No 55 : maison ayant porté l'enseigne Le Barillet en 1485, La Croix Verte en 1523, et À l'Éléphant en 1540. Elle abrite une cave voûtée en berceau, et un bloc de grès du cardo maximus de Lutèce, pris dans le mur de la cave, le niveau actuel de la rue ayant été rehaussé d'environ 1,5 mètre[20].
- La Sorbonne : la rue longe sa façade est.

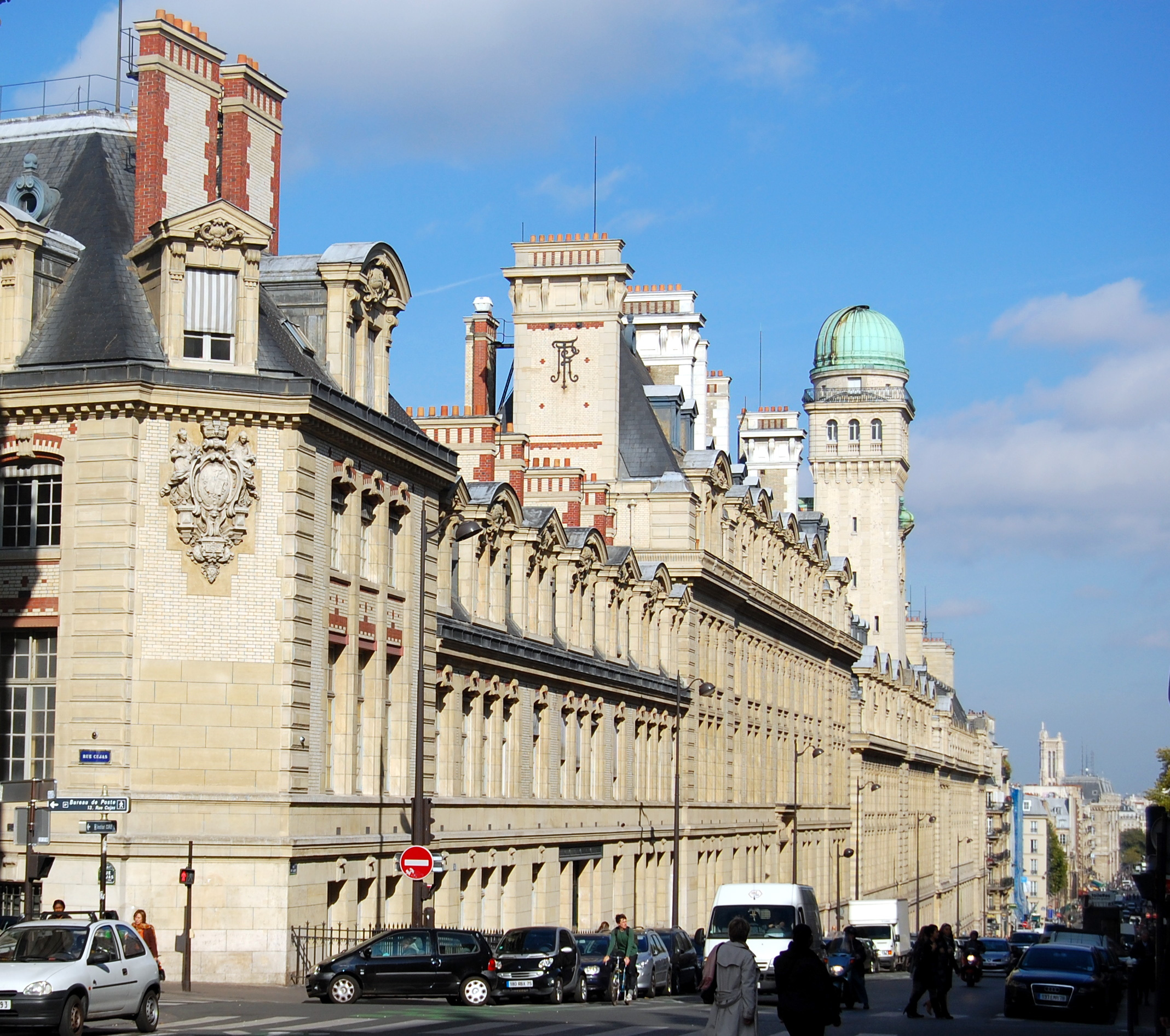
Façade de la Sorbonne.
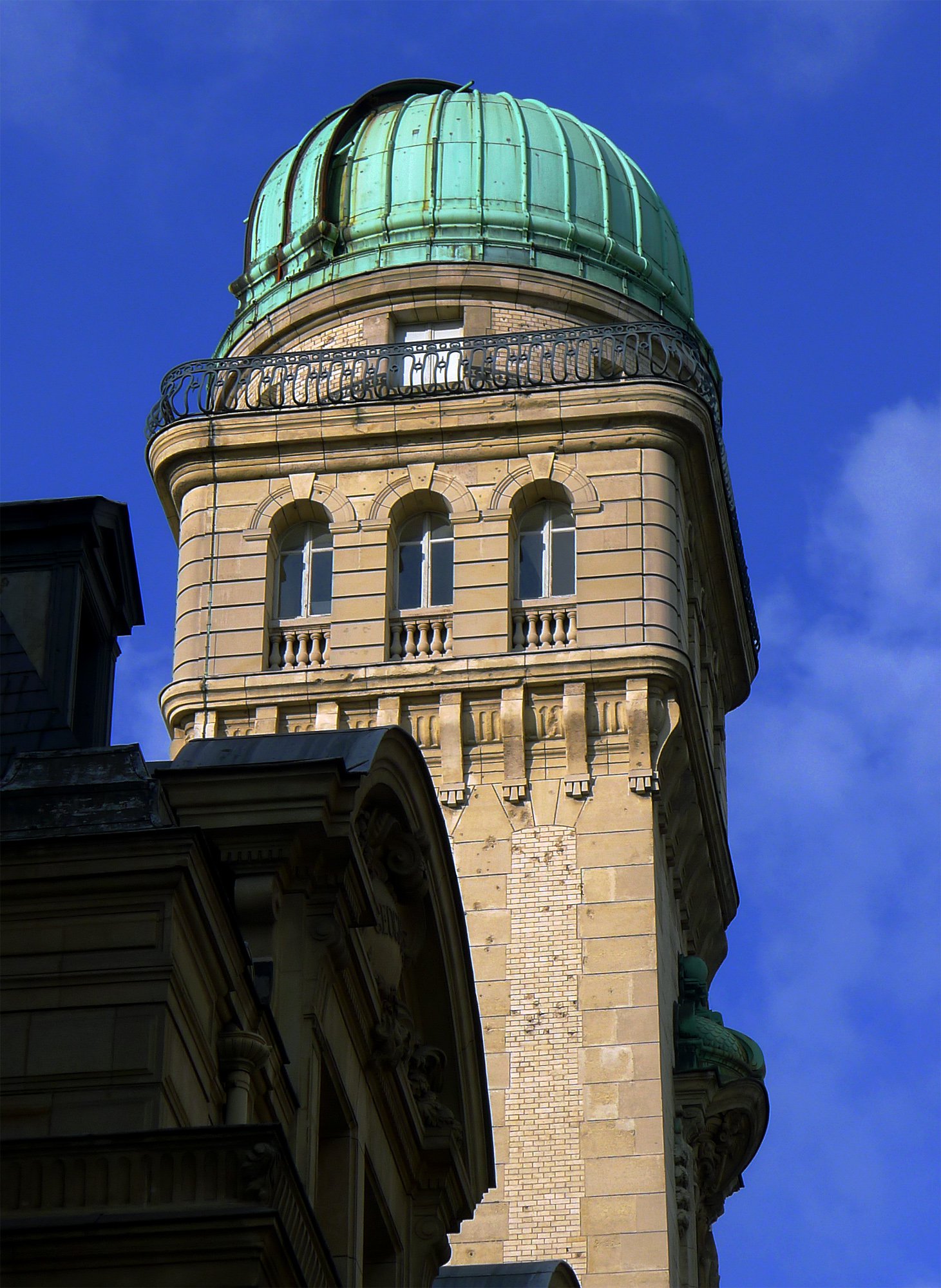
Détail de la tour.

- À l'angle de la rue du Cimetière-Saint-Benoist, emplacement probable du Soleil d'Or, une des premières imprimeries dirigée par une femme, Charlotte Guillard[réf. nécessaire].
- No 67 : maison de Jean Mariette
- Nos  73 et 75 : cinq dalles romaines du cardo maximus ont été découvertes lors de fouilles archéologiques en 1920[21].
- No 115 : ancien collège du Plessis (détruit) ; on y trouvait à côté des boutiques et ateliers dont, au no 65, Nicolas Denis Derome (1731-1790), dit Derome le Jeune, qui s'y établit en 1760 comme maître doreur à la suite de son père Jacques-Antoine Derome[22]
- No 121 : le Collège de France.

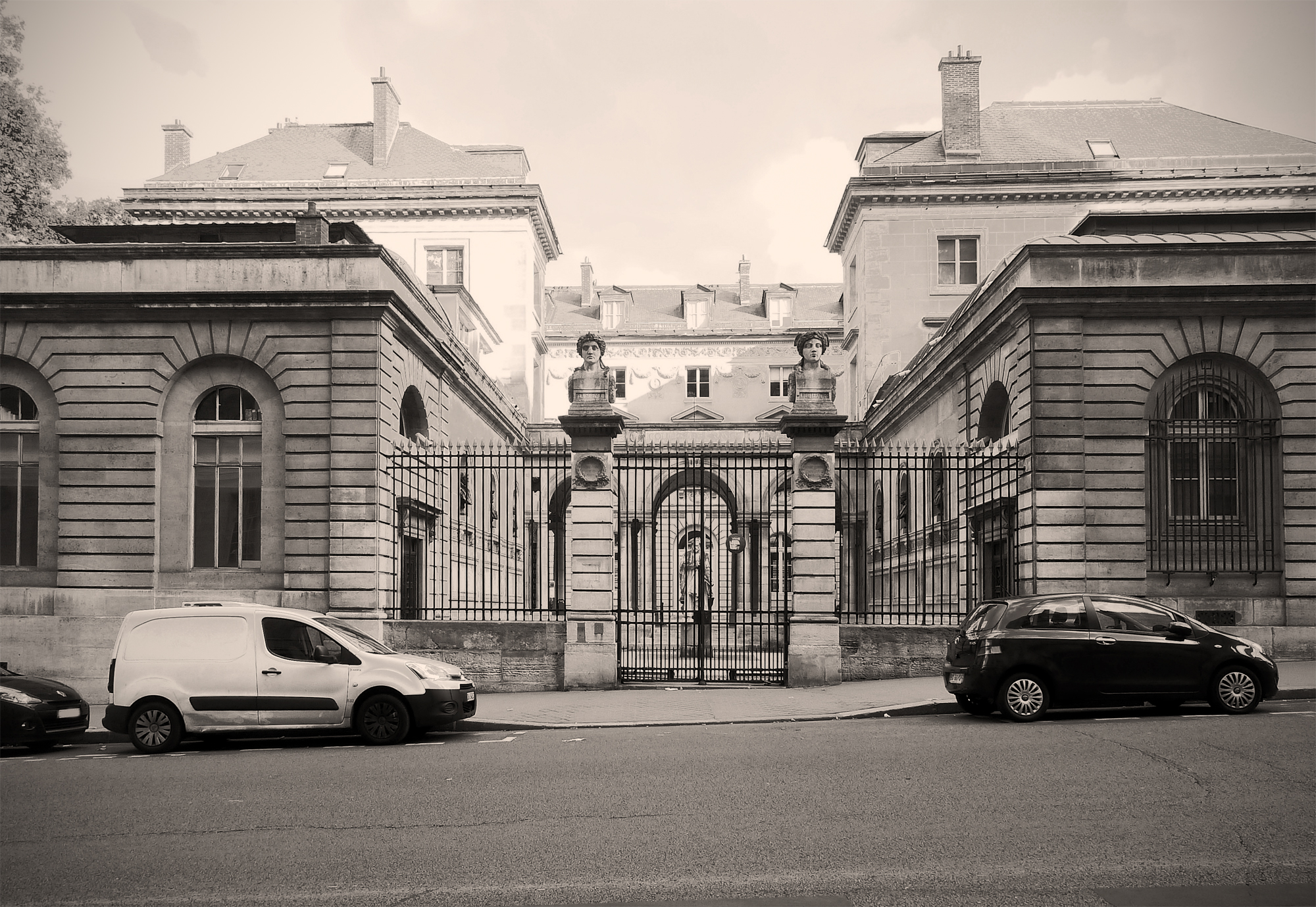
No 121 : le Collège de France.

- No 123 : le lycée Louis-le-Grand.

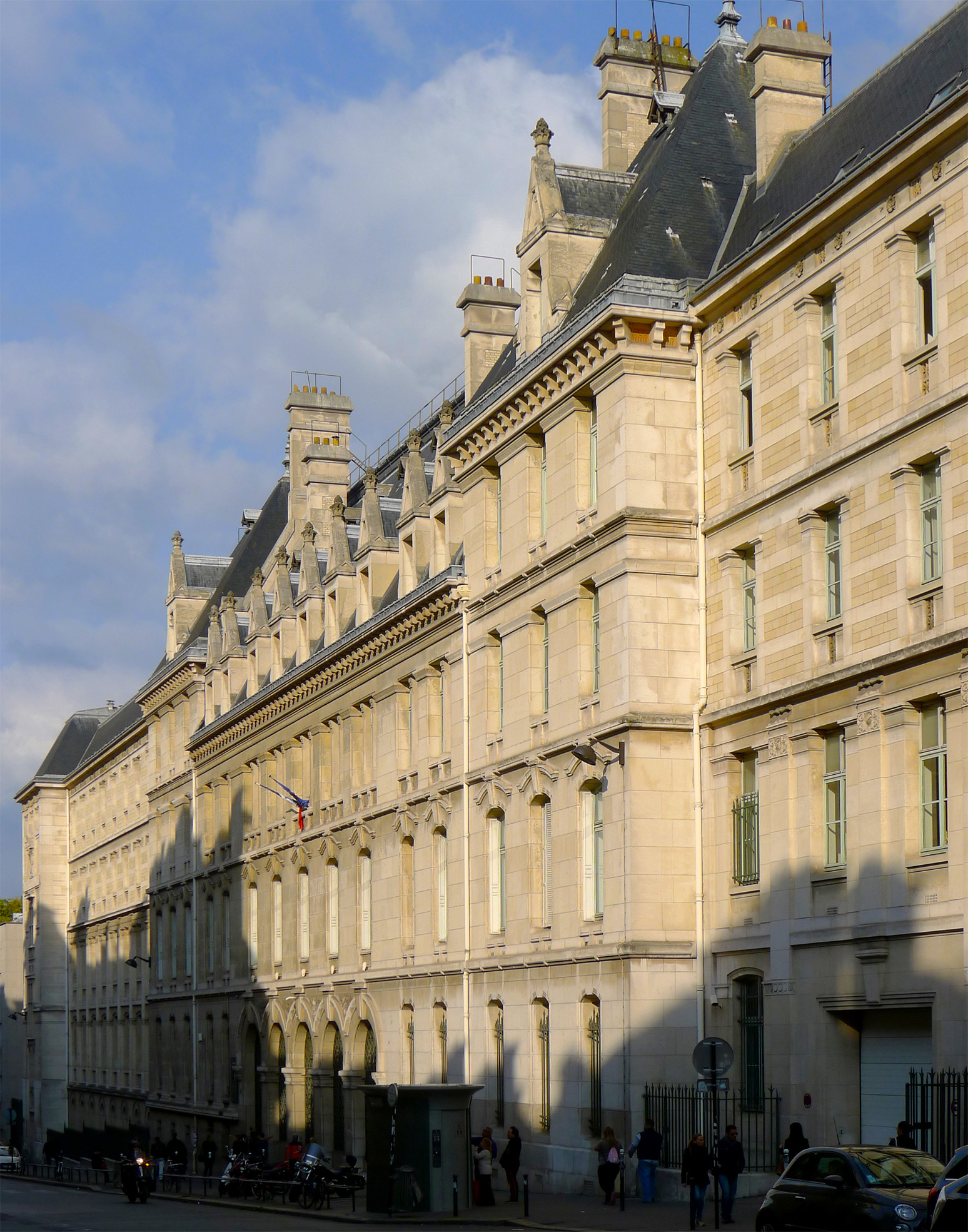
No 123 : lycée Louis-le-Grand.

- No 129 : domicile de Philibert Aspairt (aujourd'hui emprise du lycée Louis-le-Grand)[23].
- No 133 : une entrée de la faculté de droit.

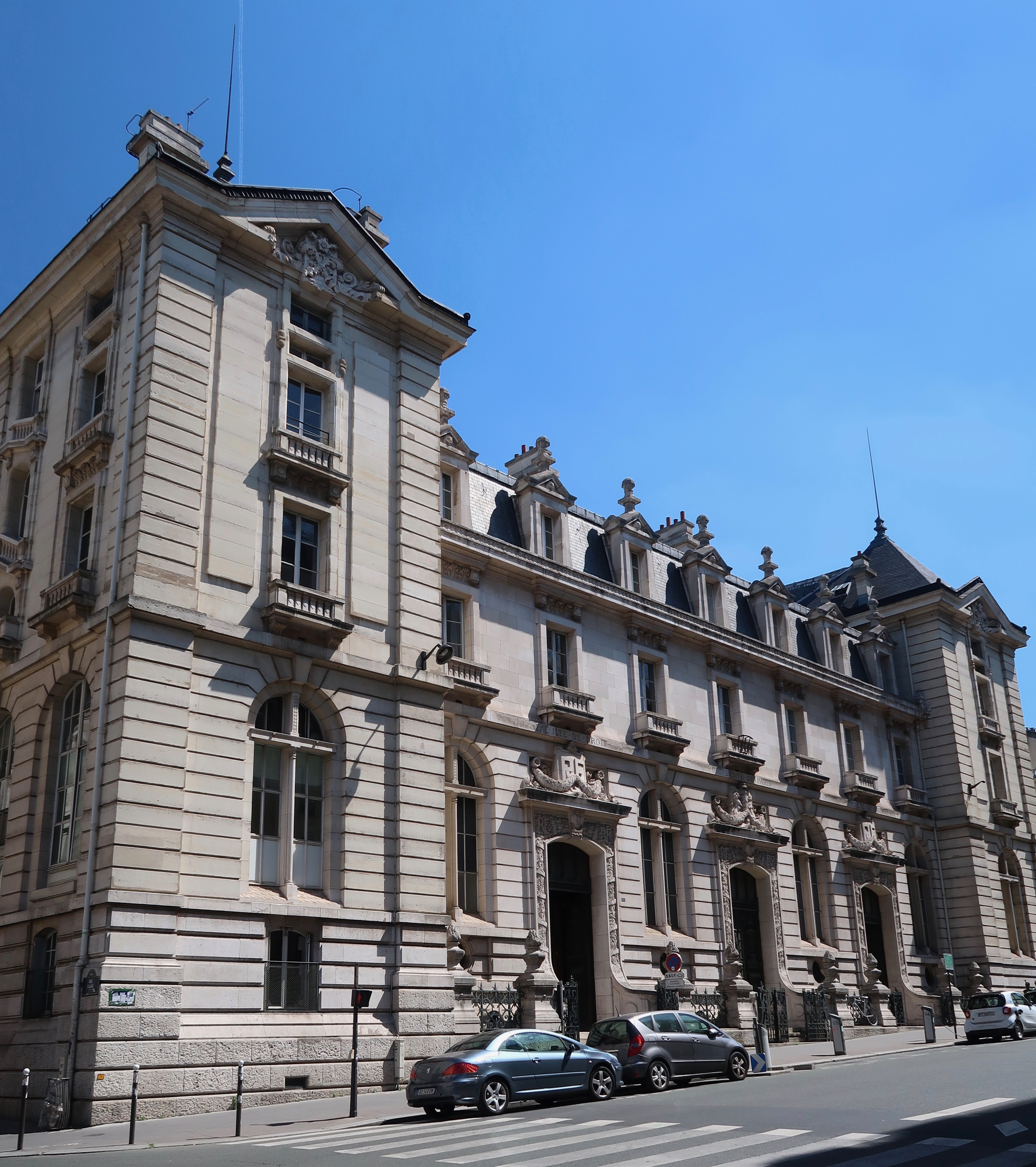
No 131-133. Université Panthéon-Sorbonne
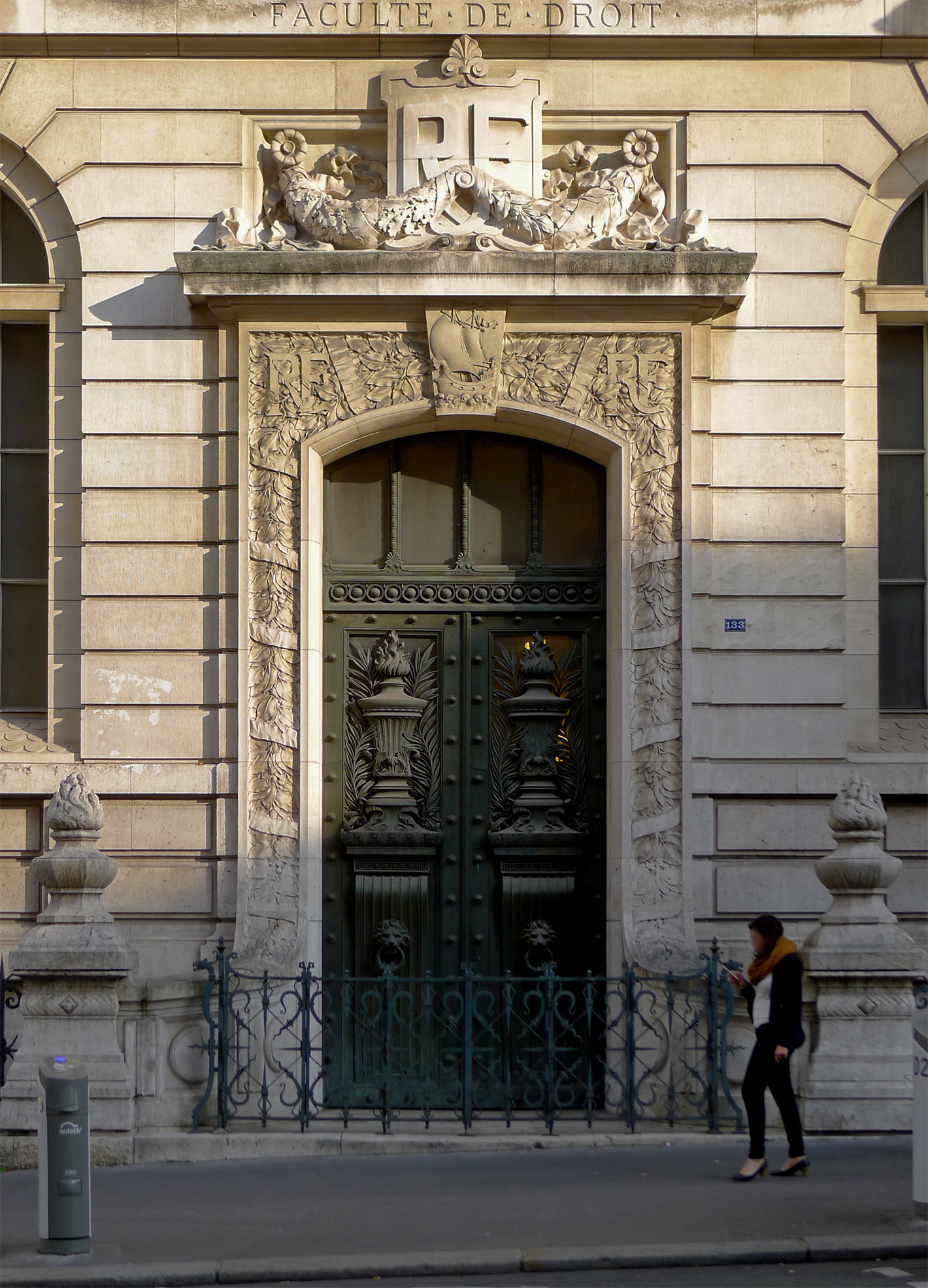
No 133 : faculté de droit.

- No 151 bis : hôtel Lepas-Dubuisson. Immeuble sur rue et hôtel particulier édifiés sur terrain de l'ancienne porte Saint-Jacques.

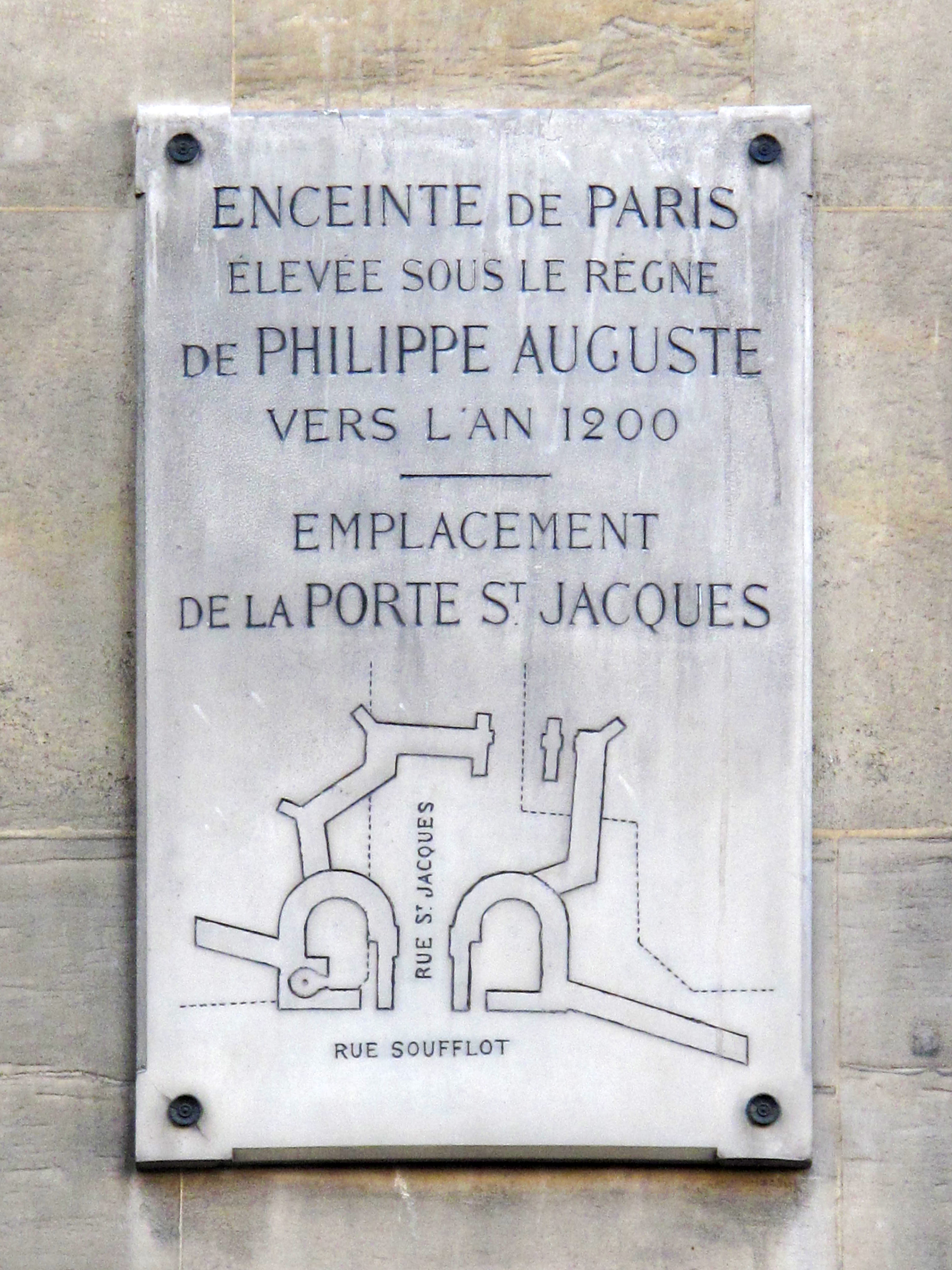
Plaque au no 172 rappelant l'emplacement de la porte Saint-Jacques
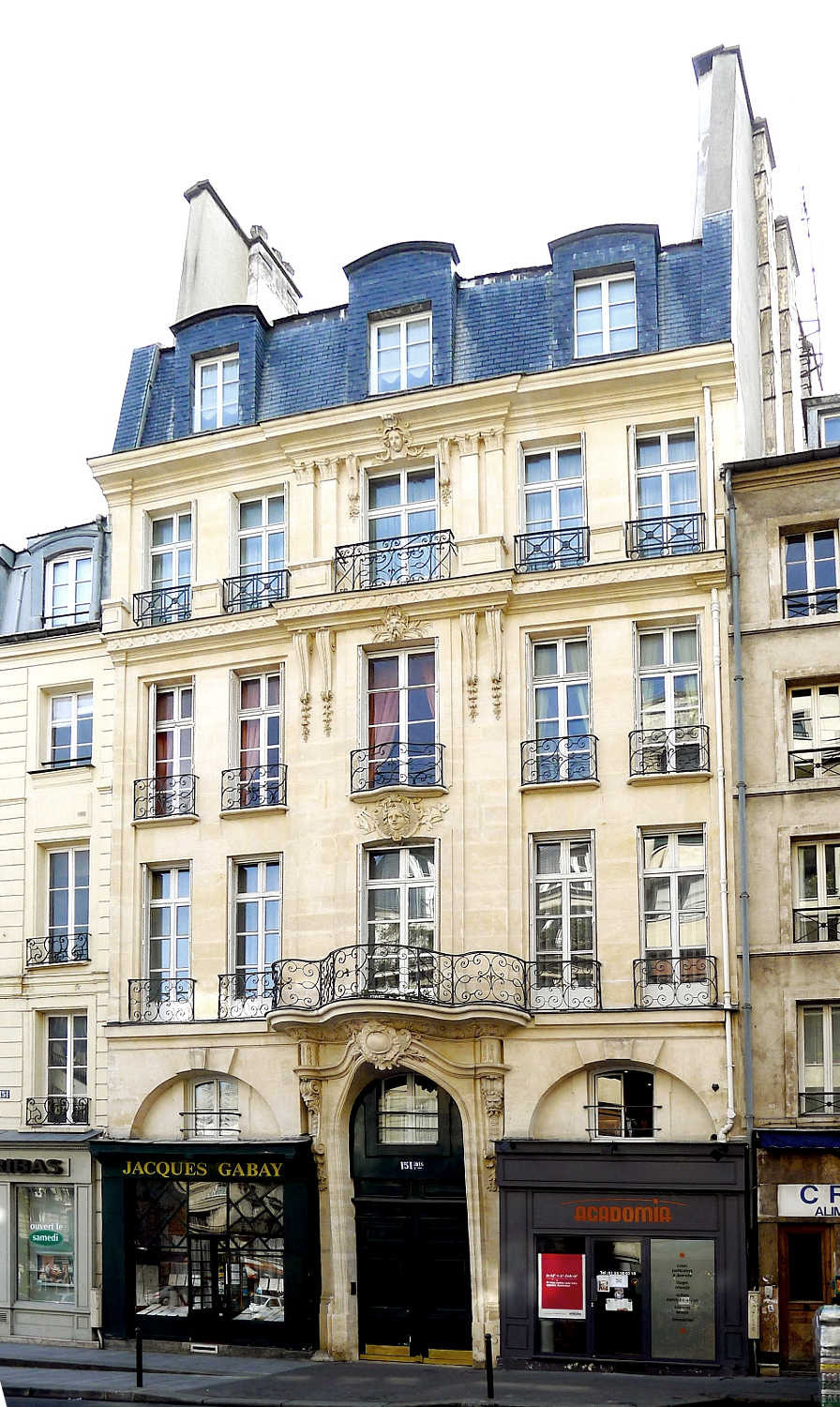
No 151 bis : façade sur rue.

- No 159 : à l'emplacement de ce qui est aujourd'hui un pâtissier-chocolatier était établi au début du XIXe siècle le libraire Royol, loueur de livres, chez qui Victor Hugo et son frère Eugène aimaient passer en 1812-1813 de longues heures de lecture[24]. En 1835 demeurait à cette adresse Louis-Joseph Girard (1773-1844), professeur de perspective à l'École des beaux-arts de Paris[25]. Le compositeur espagnol Joaquín Rodrigo y a aussi vécu ; une plaque lui rend hommage. Auguste Comte habita cette maison de 1828 à 1834[19].
- No 163 bis : le Port du Salut, ancienne auberge, puis cabaret, aujourd'hui restaurant[26]. L'inscription « FDT » sur la façade indique la limite de l'ancien fief des tombes qui appartenait jusqu'en 1789 à l'évêque ou aux religieuses de la Visitation.
- No 169 : dans chacun des panneaux supérieurs de la porte cochère est représentée une coquille Saint-Jacques, allusion au chemin de Compostelle qui emprunte cette rue[19].

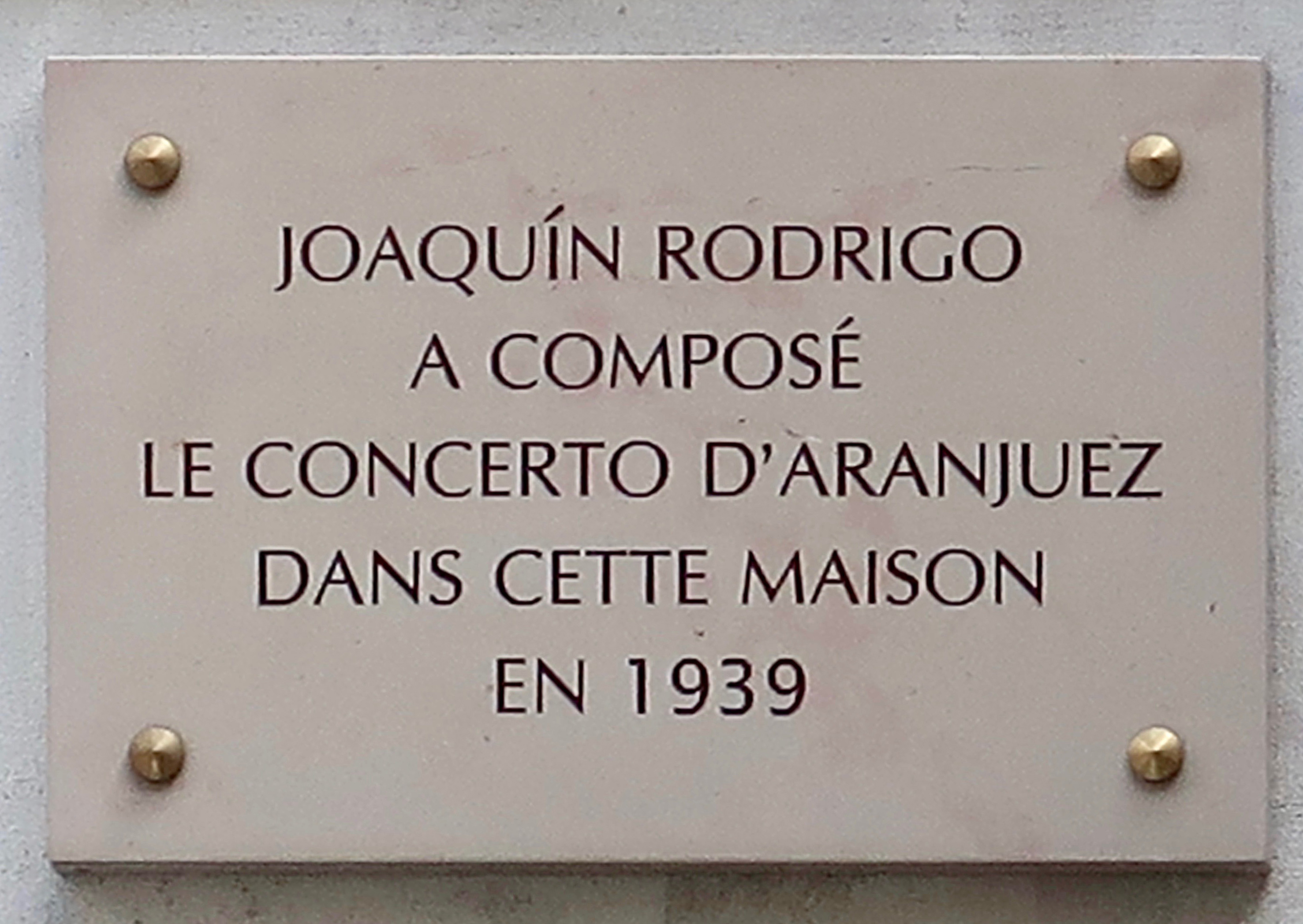
Plaque au no 159.
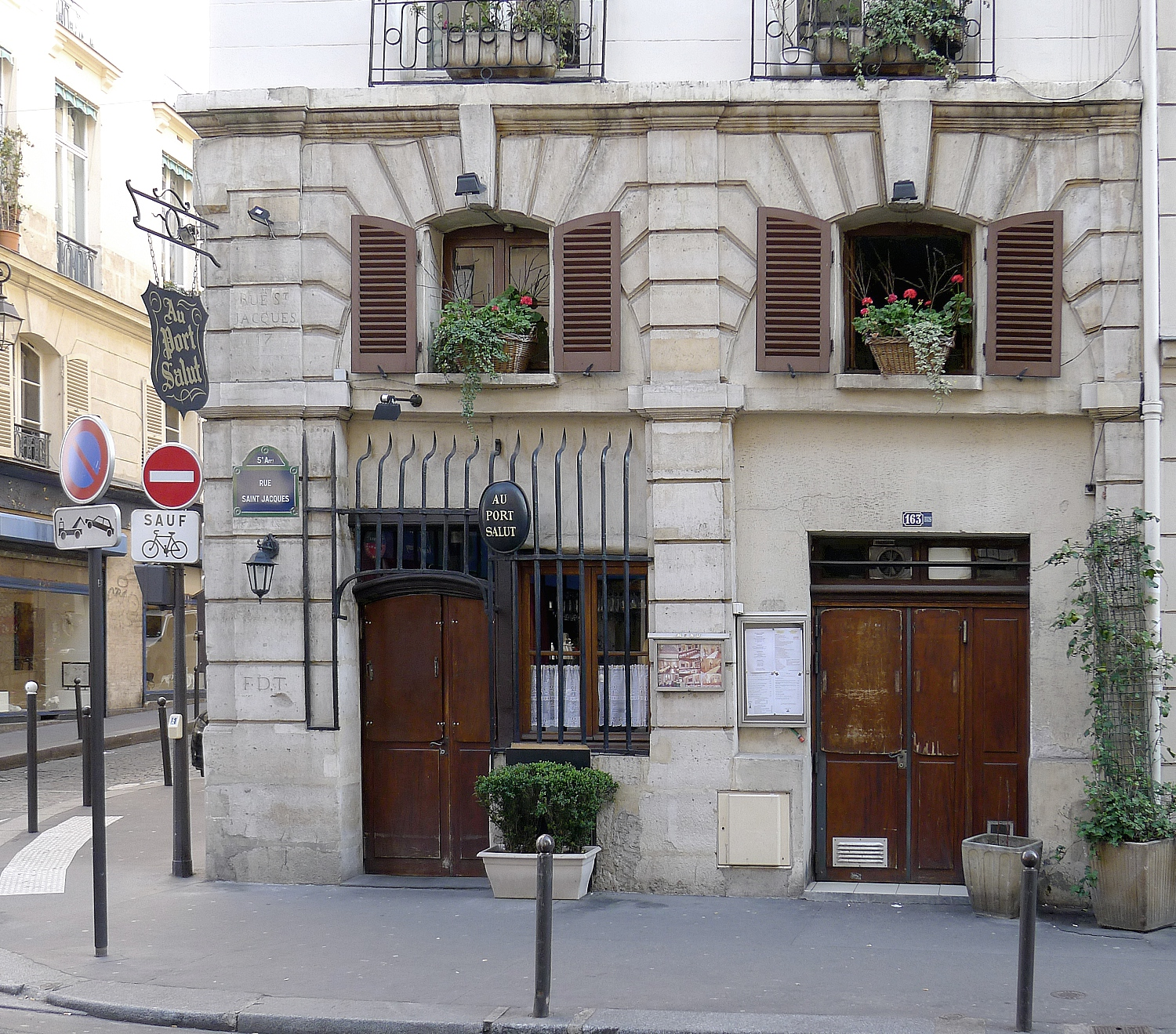
No 163 bis : Au Port du salut.

- Nos 172 et 174 : le point zéro de la Lutèce gallo-romaine se trouvait probablement à ce niveau, au sommet de la montagne Sainte-Geneviève et à l'angle sud-est du forum[27].

Cet emplacement était également ensuite celui de l'ancienne porte Saint-Jacques démolie en 1684 de l'enceinte de Philippe-Auguste.
Au sud de cet emplacement, la rue Saint-Jacques était dénommée « rue du Faubourg Saint-Jacques » jusqu'en 1806. Depuis cette époque, cette rue débute au croisement du boulevard de Port-Royal.
- Nos 174 : le marchand d'art Paul Durand-Ruel y est né le 31 octobre 1831[28].
- Nos 177 à 187 : la largeur de la rue conserve, approximativement, celle du cardo. Sa largeur actuelle est de 9 m alors que celle du cardo était de 30 pieds, soit 8,80 m[29].
- No 187 : maison locative construite en 1788 par l'architecte Marie-Joseph Peyre pour le couvent de la Visitation. Ancienne imprimerie Salmon & Ardail, puis Porcabeuf.
- No 189 : siège social des éditions photographiques Paul Montel.
- No 189 à 195 : les bâtiments du couvent de la Visitation Saint-Jacques du Faubourg Saint-Jacques s'étendaient à cet emplacement comprenant la rue Pierre-et-Marie-Curie, l'Institut de géographie et l'Institut océanographique[19].
- No 191 : l'Institut de géographie, réalisé par l'architecte Henri-Paul Nénot entre 1914 et 1926 à l'emplacement de la chapelle de l'ancien couvent de la Visitation démoli en 1908[19].
- No 195 : l'Institut océanographique de Paris, fondé par Albert Ier de Monaco. L'édifice, construit par Henri-Paul Nénot en 1910[30], est inscrit depuis 2004 comme monument historique[31].

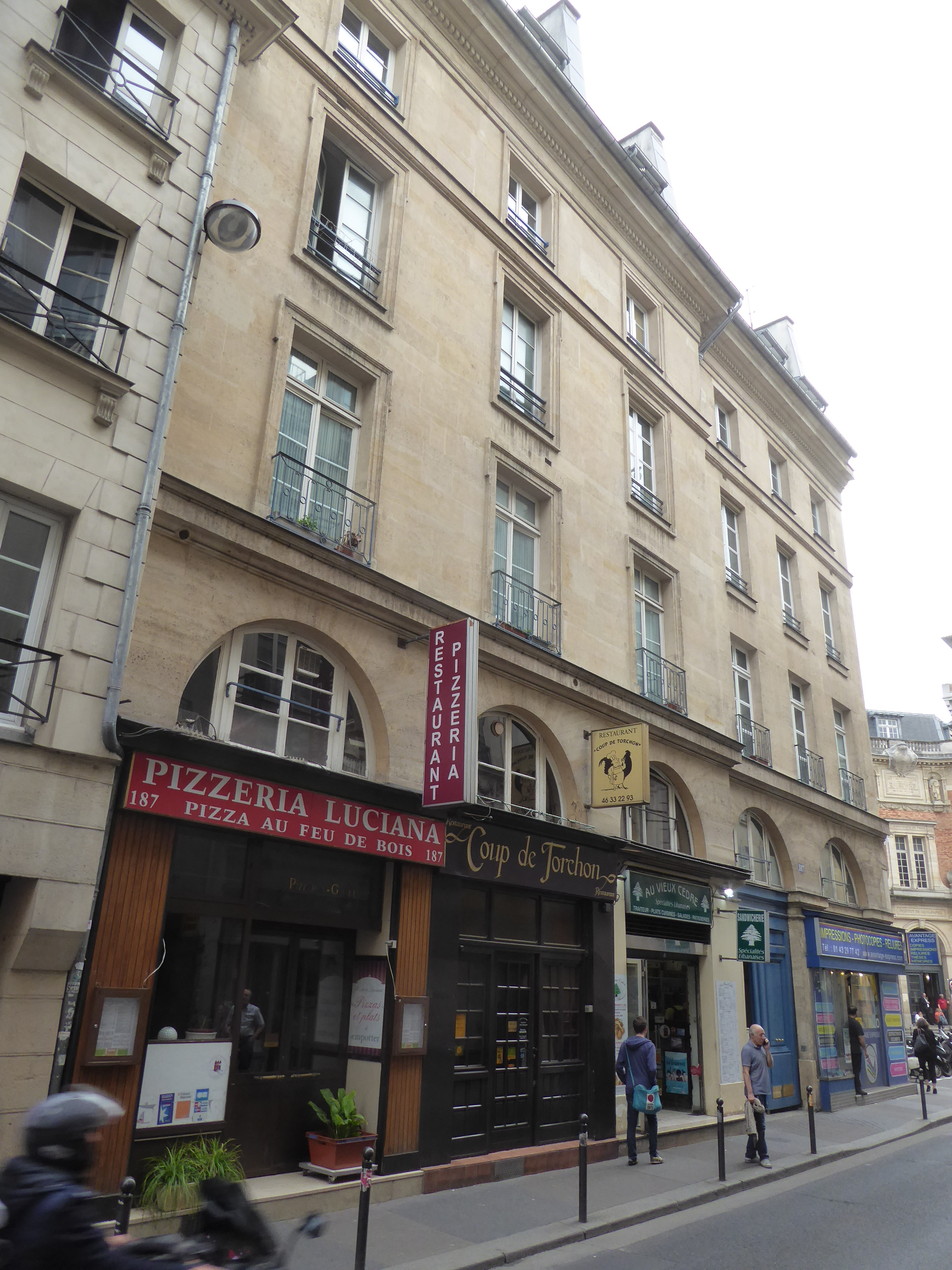
Immeuble du 187, construit pour le couvent de la Visitation.
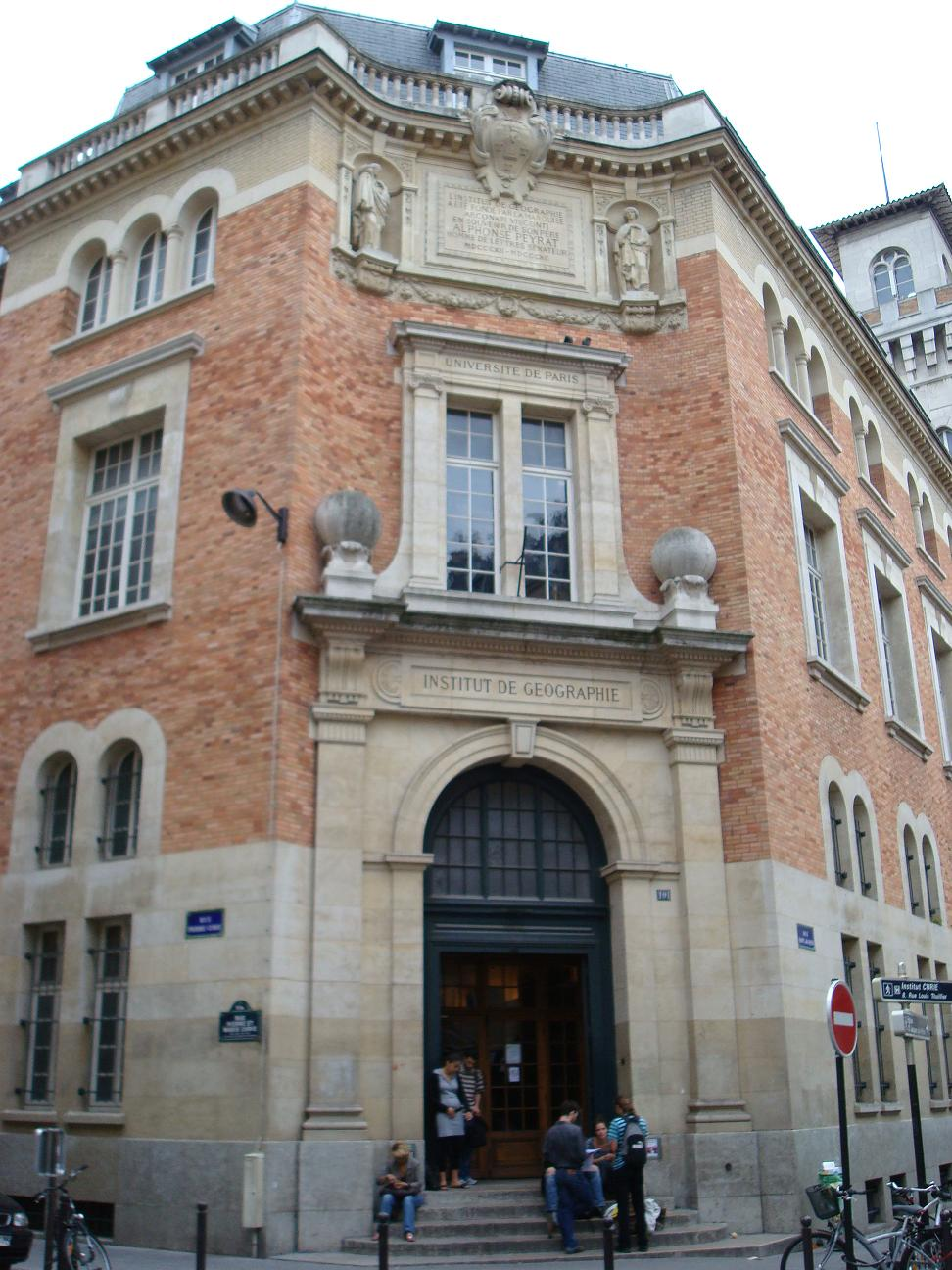
No 191 : Institut de géographie.
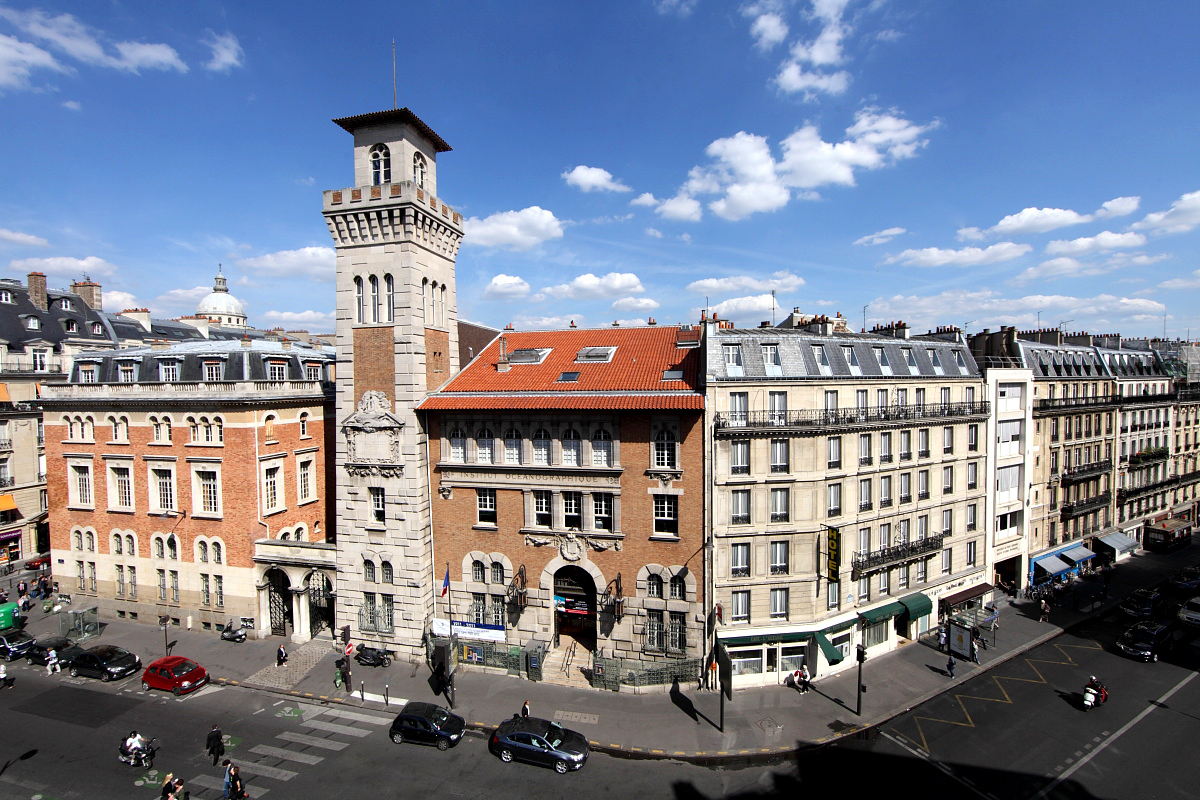
No 195 : l'Institut océanographique de Paris.

- No 200 : la Charcuterie du Panthéon, construite entre 1914 et 1920, décorée par Renato Panzani et inscrite aux monuments historiques depuis 1984[32].

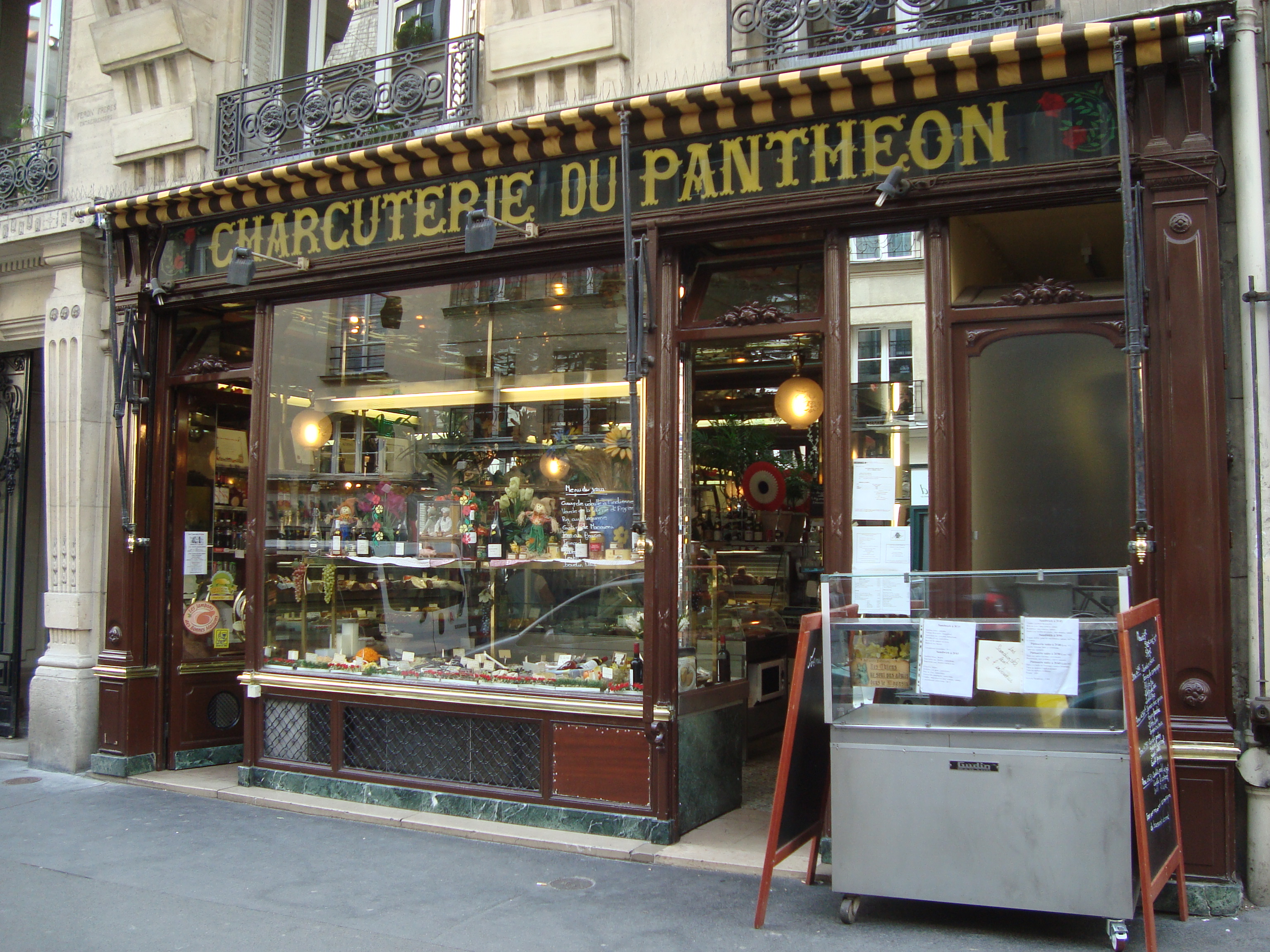
No 200 : Charcuterie du Panthéon.

- No 202 : ancienne crémerie, classée aux monuments historiques[33].
- No 212 : siège des Éditions de la Sorbonne.
- No 218 : emplacement de la maison où Jean de Meung écrivit le Roman de la Rose. Selon Alexandre Gady, sa maison était située au « clos des Tournelles », près de la porte Saint-Jacques, à l’intérieur de l’enceinte de Philippe Auguste[19].

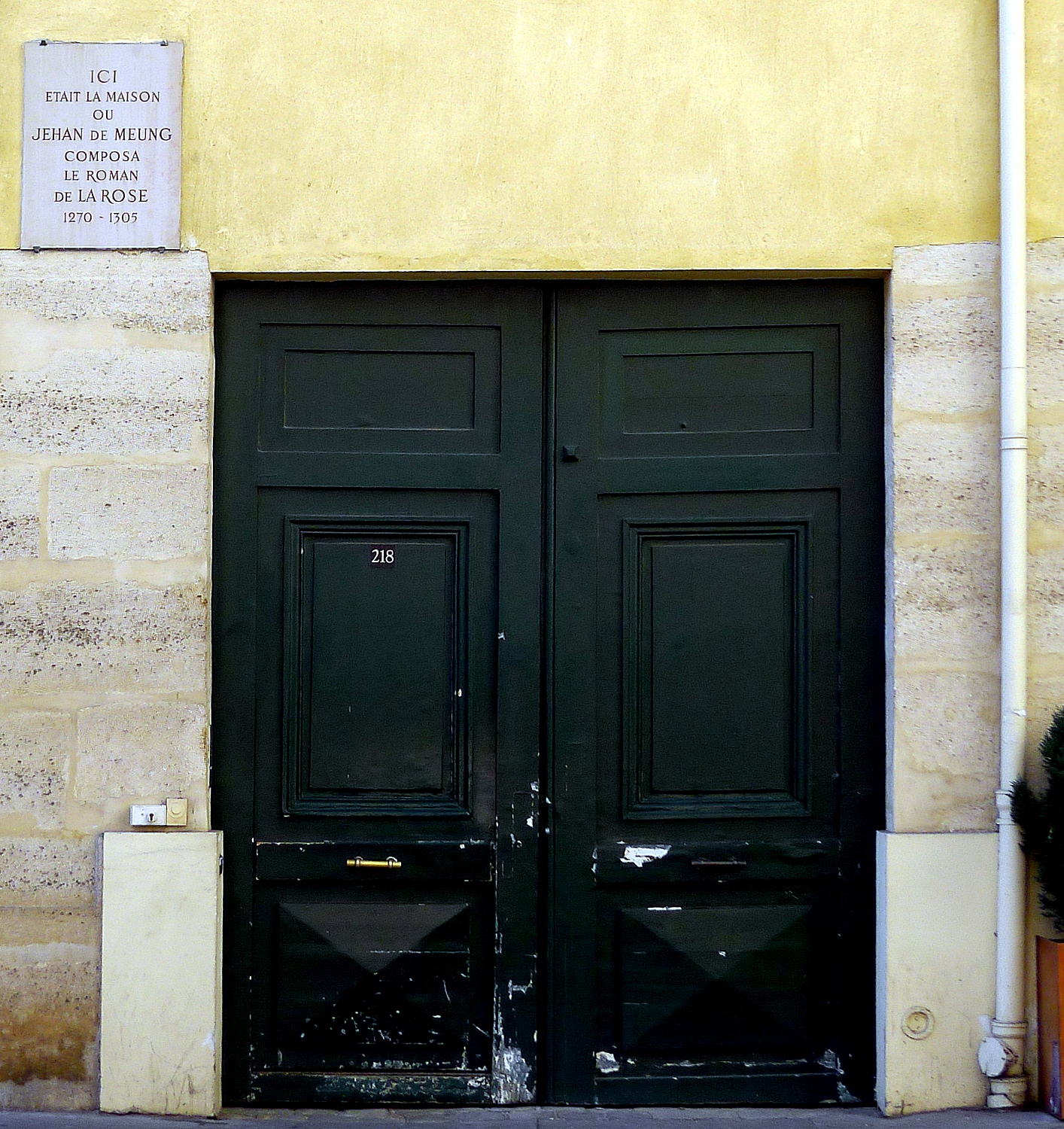
No 218 : emplacement de la maison de Jean de Meung.
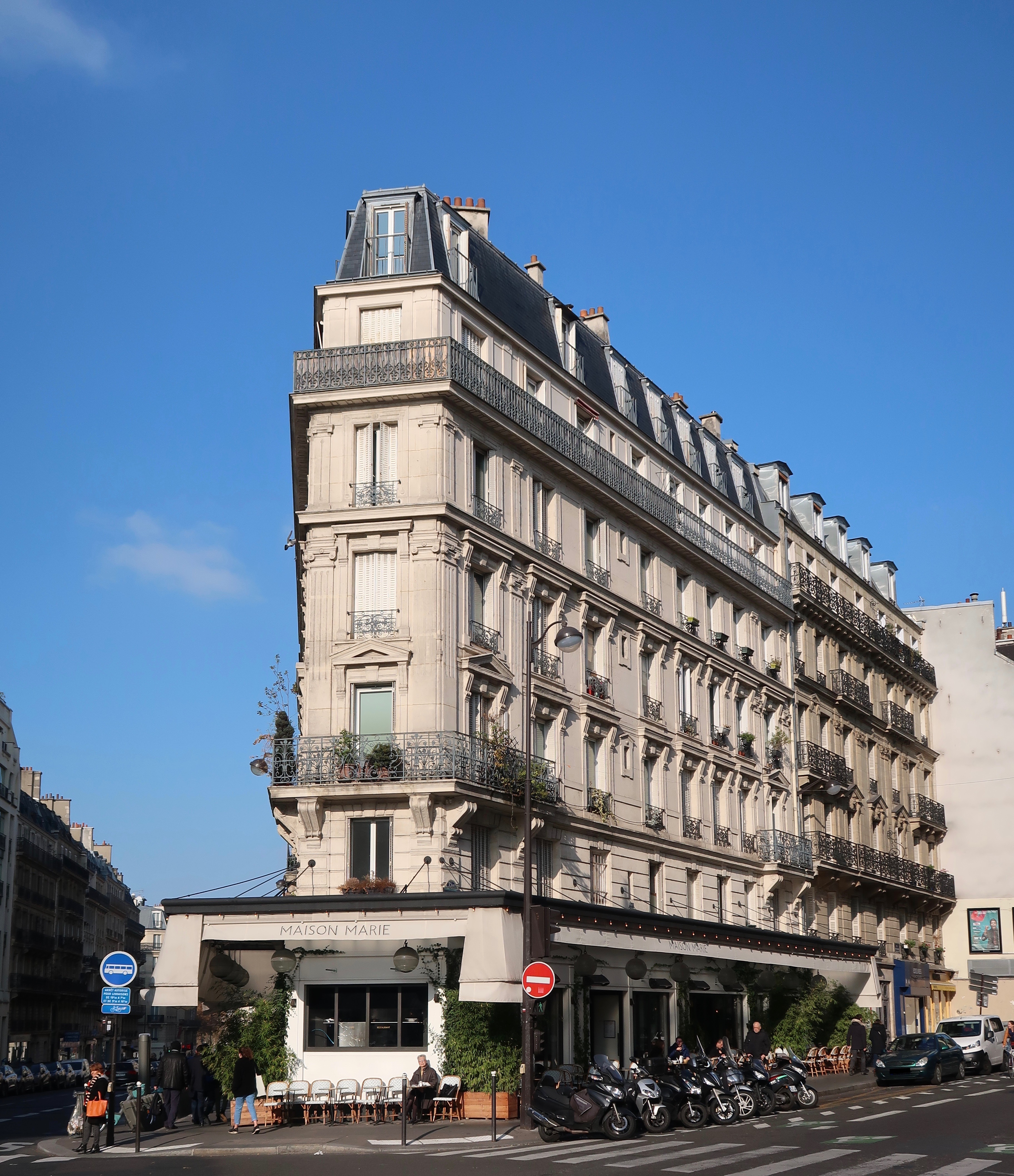
Immeuble au croisement avec la rue Gay-Lussac.

- No 223 : le graveur Antoine François Gelée y a vécu[réf. nécessaire].
- No 240 : emplacement, en 1684[34] et encore en 1718, l'imprimerie-librairie de Jean-Baptiste Coignard à l'enseigne de La Bible d'or, et L'Image Saint Jean en 1703[35], vis-à-vis la rue du Plâtre Saint-Jacques[36]. En 1724 l'enseigne de L'Image Saint Jean est toujours présente et appartient à Claude Robustel[37].
- No 241 : à cette adresse vécut Émile Zola en 1859[38].
- No 242 : des peintures murales d'époque gallo-romaine ont été découvertes dans une petite salle lors d'une fouille de sauvetage en 1974. Une de ces peintures est de la fin du Ier siècle, l'autre est du IIe siècle, de même que les fragments d'un panneau représentant un paysage retrouvés dans un puits voisin[39].
- No 244 : immeuble qui abritait une petite chambre louée par André Salmon, et qui deviendra le siège de la revue Le Festin d’Ésope, fondée avec ses amis, le peintre et graveur Edmond-Marie Poullain, le sculpteur catalan Manolo Hugué et les deux jeunes poètes, Guillaume Apollinaire et Nicolas Deniker[réf. nécessaire].
- No 247 : emplacement de la maison familiale des Cochin de 1781 jusque dans les années 1930. Dans les années 1920, ceux-ci avaient également acquis les nos 249 et 251 de cette rue ainsi que les nos 9 et 11 de la rue des Ursulines vers 1860[réf. nécessaire].
- No 250 : le chimiste Joseph Achille Le Bel vit dans cet immeuble de 1903 à 1930 puis en fait don à la Société chimique de France ; une plaque lui rend hommage.
- No 252 : l'église Saint-Jacques-du-Haut-Pas.

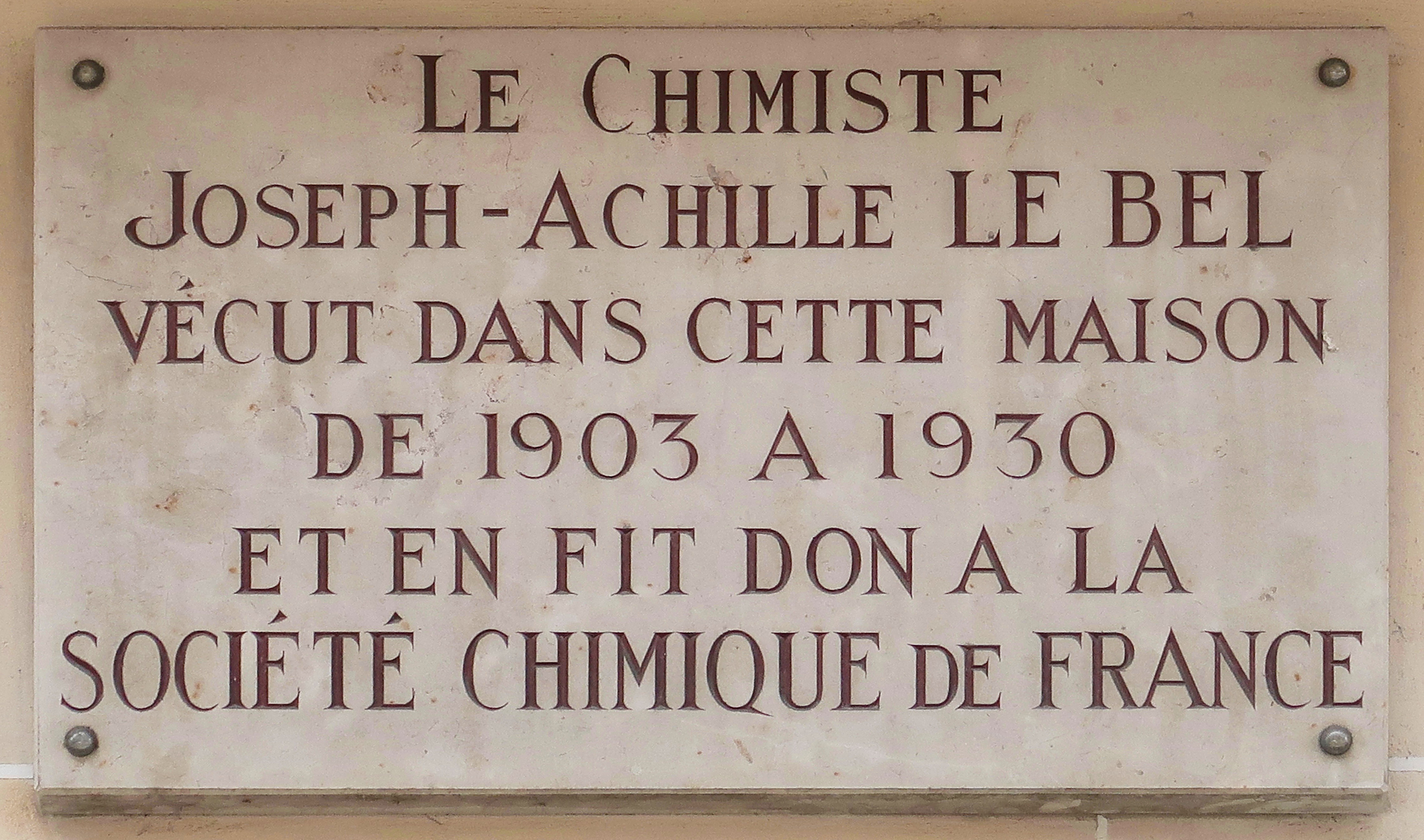
Plaque au no 250.
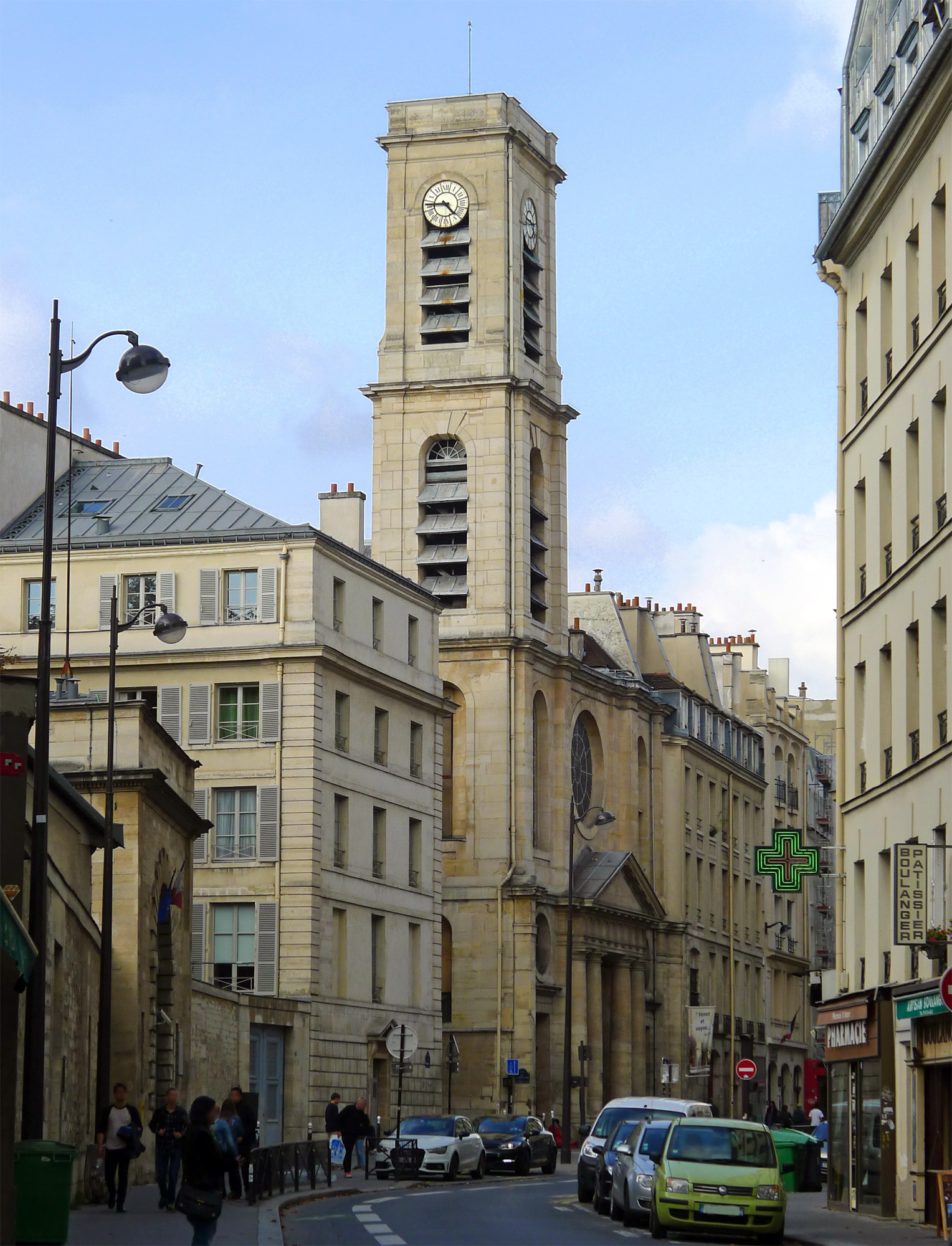
No 252 : l'église Saint-Jacques-du-Haut-Pas.
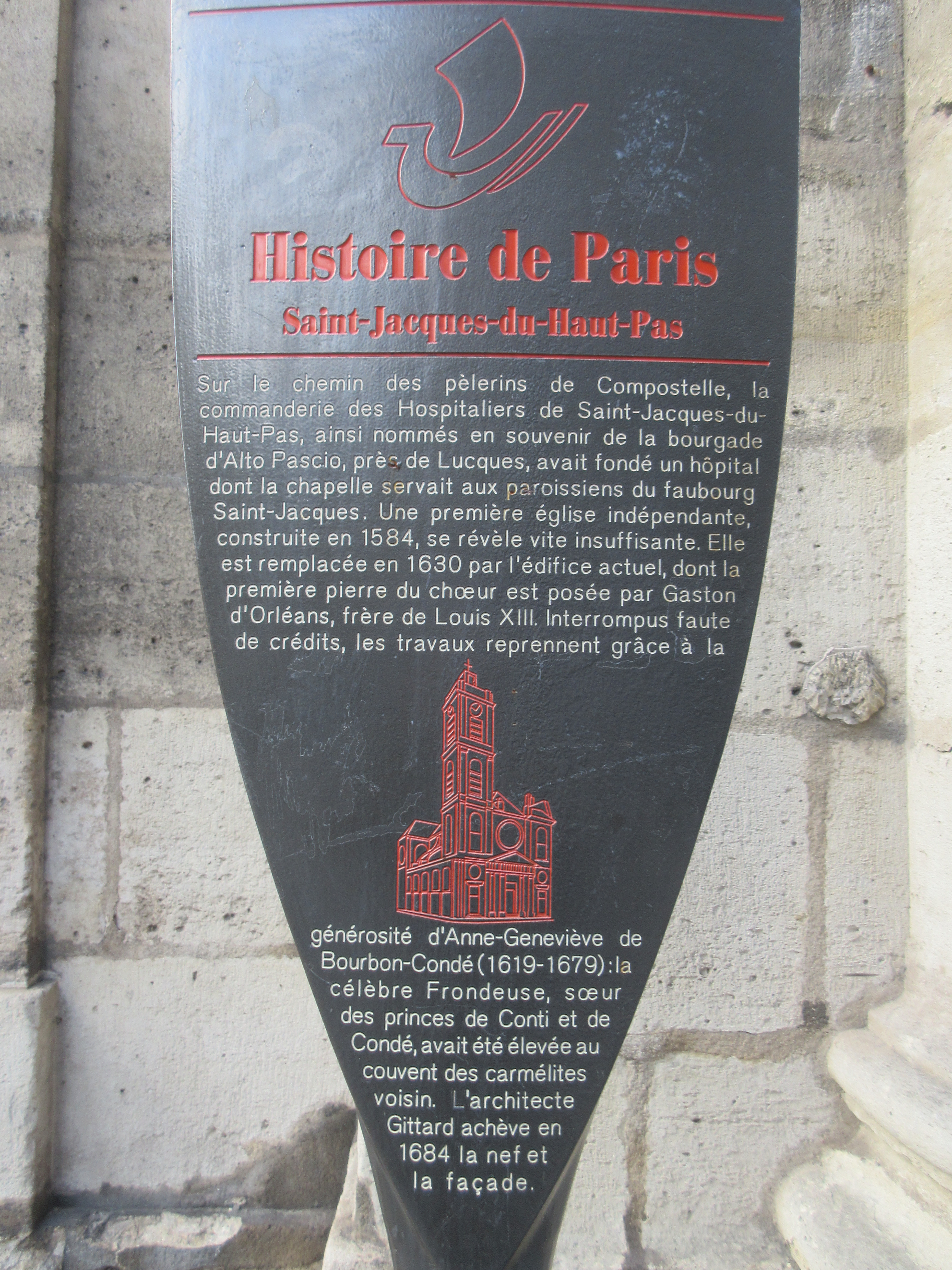
Panneau Histoire de Paris de l'église Saint-Jacques-du-Haut-Pas.

- No 253 : à cet emplacement se trouvait une maison accueillant l’Œuvre de l'hospitalité de nuit, réservée aux femmes et aux enfants[40].
- No 254 : vestiges d'un four gallo-romain, découverts lors des travaux de réaménagement de l'Institut national des jeunes sourds de Paris. Créé sous le Constituante par la loi du 21 et 29 juillet 1791, l'Institut des sourds de naissance avait pour finalité la poursuite de l'œuvre fondée en 1760 par l'abbé de L'Épée, premier instituteur gratuit des sourds et muets. Celui-ci fut élevé par la même loi au rang des citoyens ayant mérité de la patrie. l'école est installée depuis le 4 avril 1794 dans le petit séminaire des oratoriens de Saint-Magloire[41], bâtiments reconstruits par Antoine-François Peyre en 1820. Le premier directeur en fut l'abbé Sicard. Y exercèrent le docteur Jean Itard, qui recueillit l'enfant sauvage : Victor de l'Aveyron, et Bébian, premier censeur de l'école, auteur d'une mimographie de la langue des signes[42]. À l'origine, en 1286, le bâtiment était une commanderie des frères de Saint-Jacques-du-Haut-Pas, ordre hospitalier situé à Alto Passo, dans le Trentin-Haut-Adige (Italie). En 1572, Catherine de Médicis y fait installer les moines de l'abbaye Saint-Magloire de Paris. En 1618, le monastère a été attribué par le cardinal de Retz aux oratoriens qui installent un séminaire. Dans la cour, on trouve une statue de l'abbé de L’Épée réalisée en 1879 par Félix Martin, sculpteur sourd-muet[43].

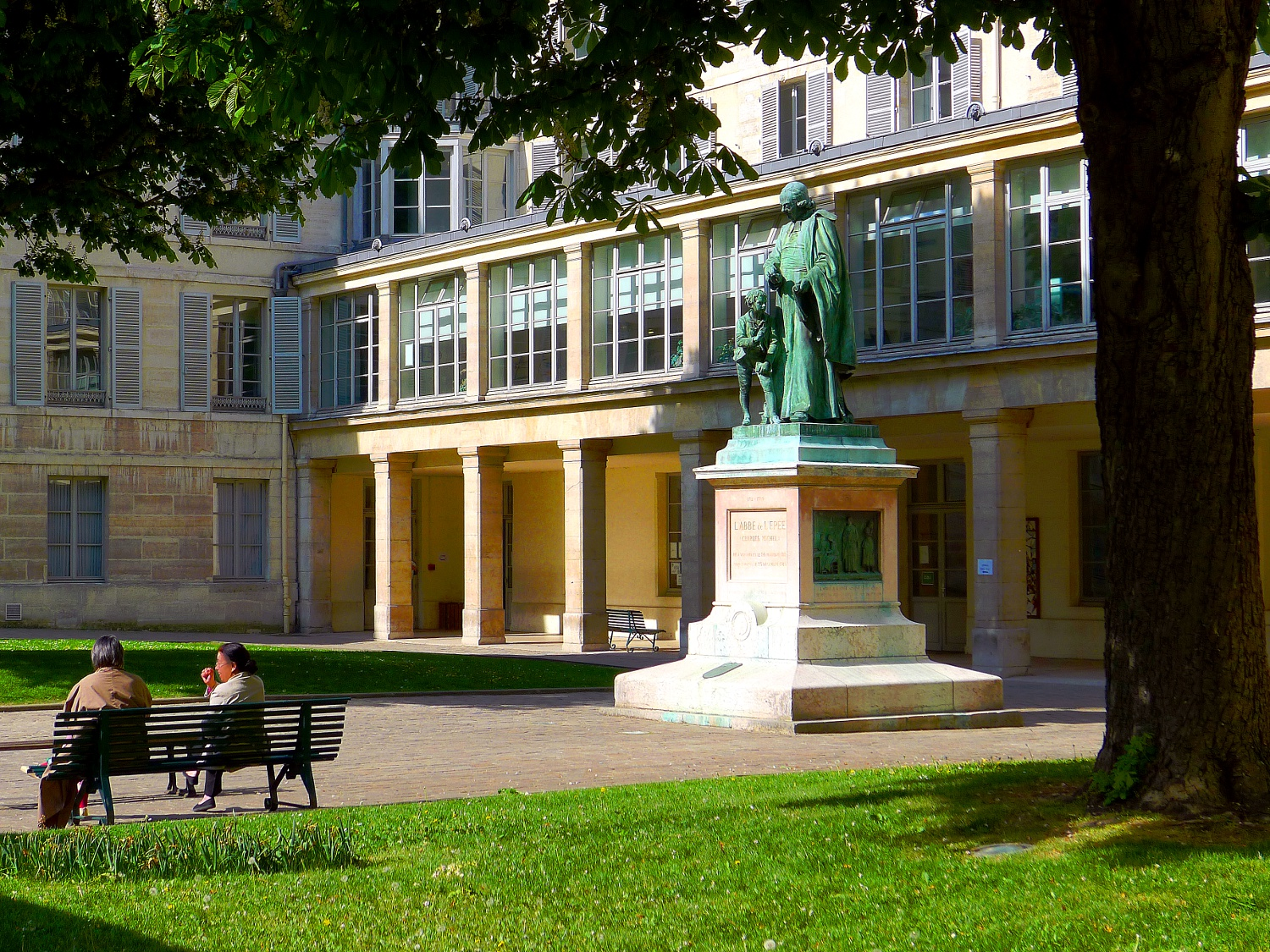
Institut national des jeunes sourds : Monument à l'abbé de L’Épée (1879) de Félix Martin.

- No 260 : maison qu'Émile Durkheim habite de 1902 à 1912[44].

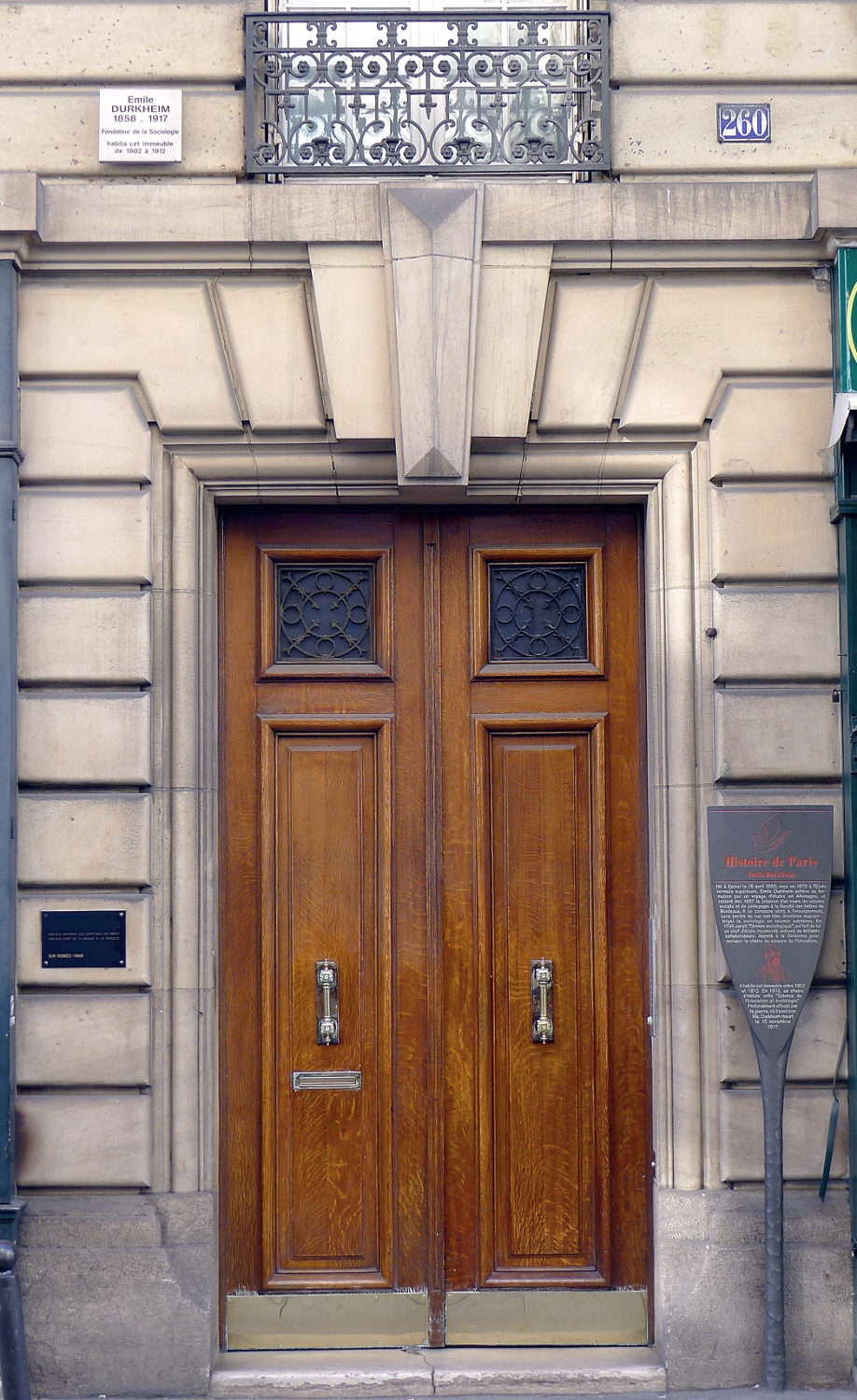
No 260 : domicile d'Émile Durkheim.

- No 262 : emplacement de la mairie de l'ancien 12e arrondissement, puis d’une vacherie[45].
- No 269 : ancien couvent des Bénédictins anglais. Ce couvent accueillait des moines bénédictins venus d'Angleterre en 1615 et installés en 1640 dans trois maisons de la rue Saint-Jacques[3]. Ce site est occupé aujourd'hui par la Schola Cantorum de Paris, établissement privé d'enseignement supérieur, consacré à la musique, la danse et l'art dramatique, fondée en 1894, notamment par le compositeur Vincent d'Indy. L'ensemble est inscrit monument historique en 1961[46].
- No 270 : la « Maison des mines et des ponts et chaussées » (mdm) est une résidence d'étudiants réservée, en période scolaire, aux élèves inscrits à Paris pour une formation d'ingénieur à l'École des mines, à l'École des ponts et chaussées ou à l'ENSTA. La résidence est repartie sur deux bâtiments, celui de la rue Saint-Jacques, construit en 1932, et un immeuble datant de 1962 dont l'accès se fait par le 9, rue Pierre-Nicole. L'ensemble totalise 200 chambres pour une capacité d'accueil de 390 étudiants. Il comprend également des salles de conférences et de réunions[47].

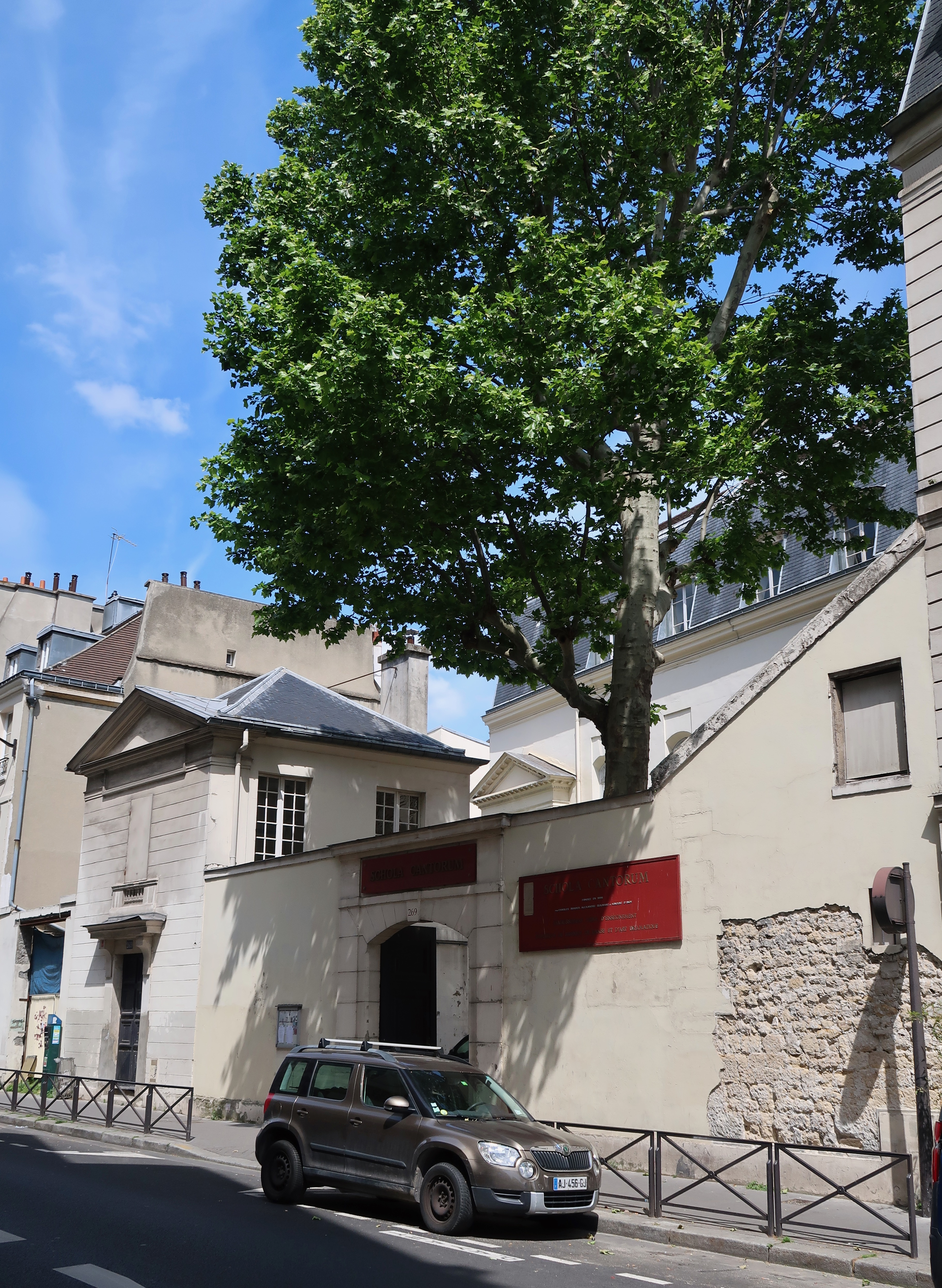
No 269 : Schola Cantorum de Paris.
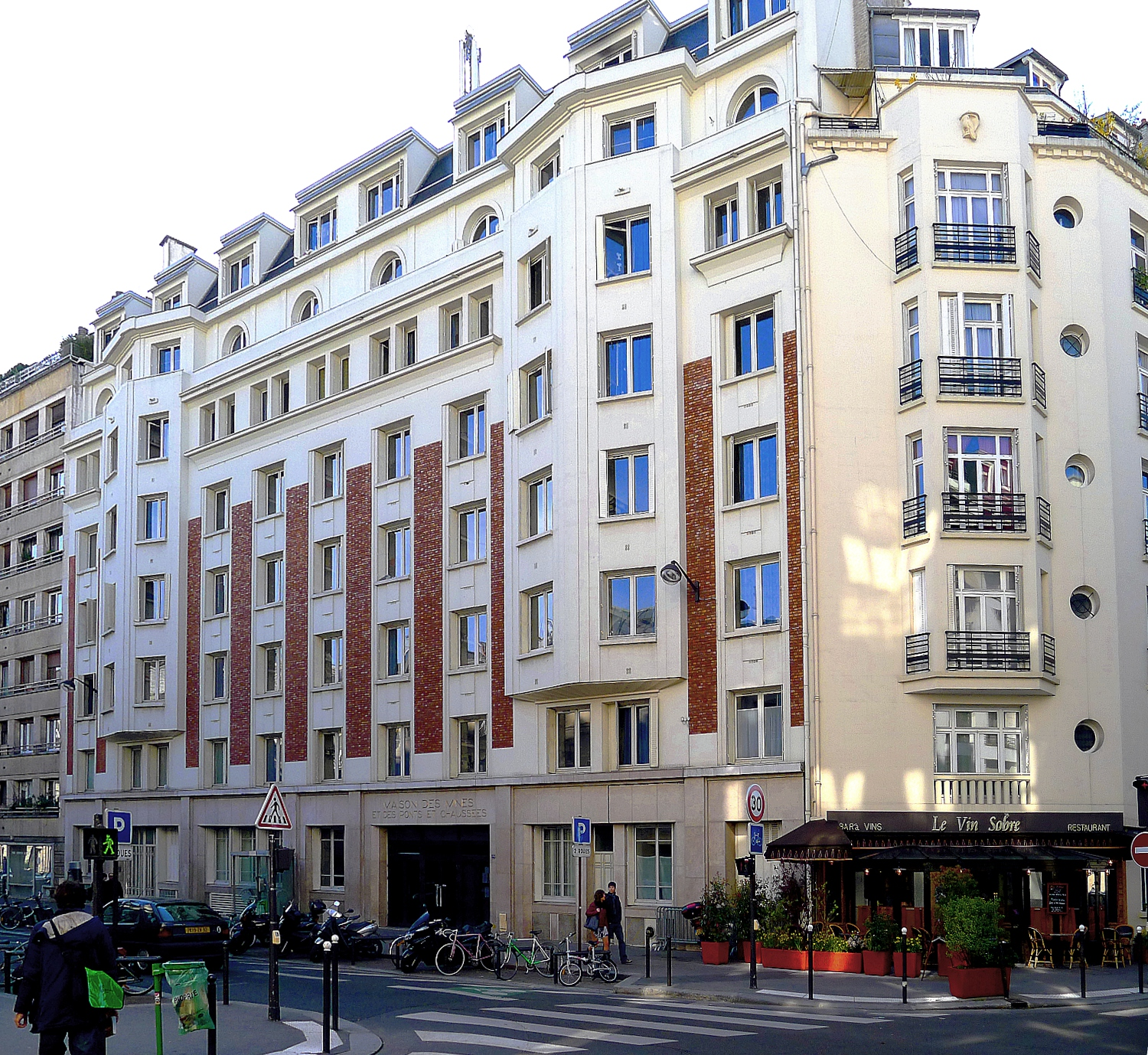
No 270 : immeuble principal de la « Maison des mines et des ponts et chaussées ».
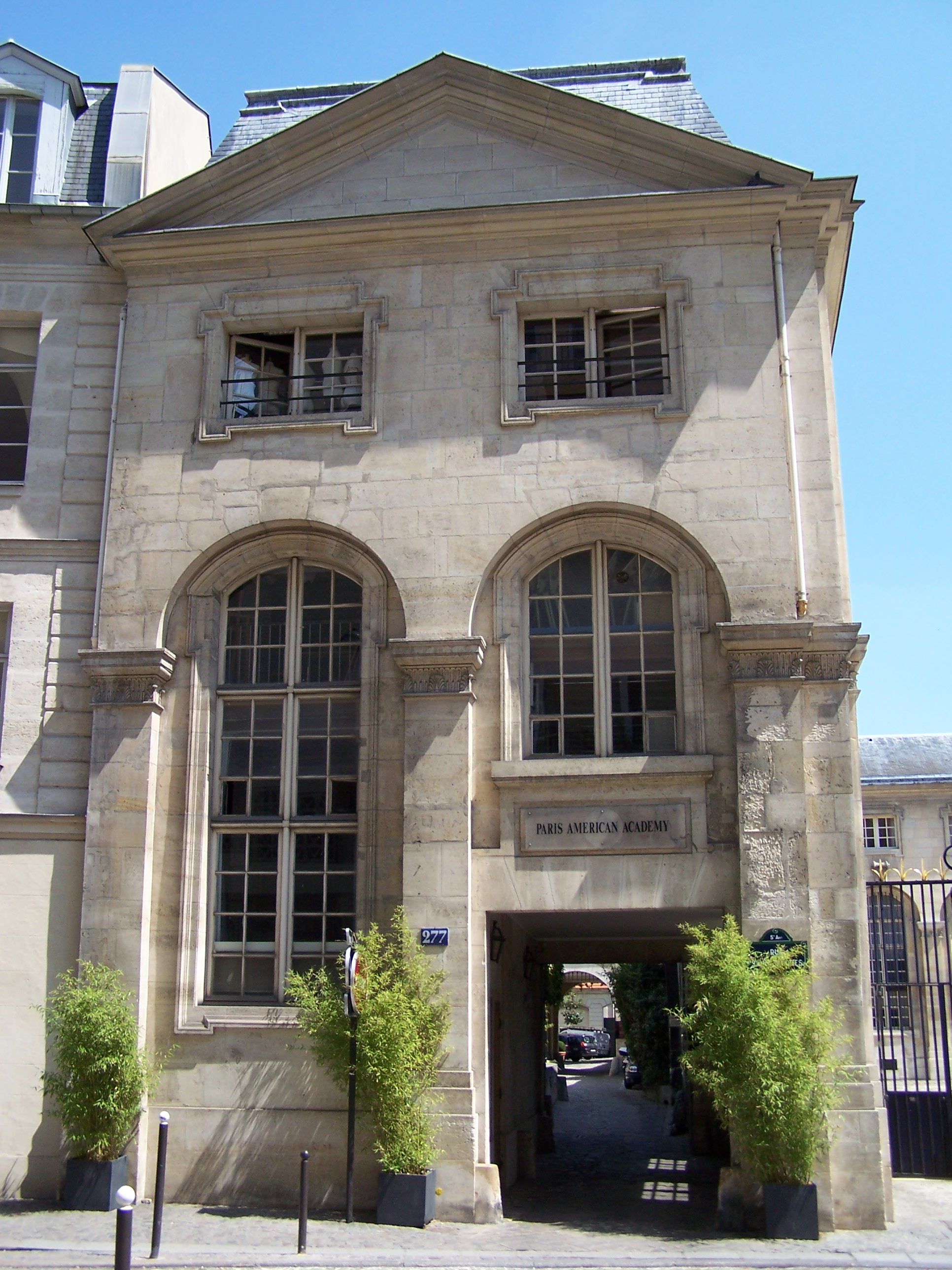
No 277 : siège de la « Paris American Academy ».

- Nos 271 à 275 : maisons de rapport, du XVIIIe siècle, édifiées pour le compte des religieux de l’abbaye du Val-de-Grâce[48].
- No 277 : pavillon faisant partie de l'abbaye du Val-de-Grâce, qui ferme la cour de l'église au nord-ouest, avec son pendant à l'autre bout de la grille d'entrée, construit par Pierre Le Muet, et classé monument historique[49]. Siège de la Paris American Academy. Ancienne rue des Marionnettes (encore visible) qui reliait la rue de l'Arbalète. Le 21 juin 2023, une explosion provoque un incendie et l'effondrement de l'édifice[50]. Ce bâtiment classé devra être reconstruit à l'identique[51].
- No 277 bis : hôpital d'instruction des armées et chapelle du Val-de-Grâce.
- No 278 : Émile Zola habite un temps un logement avec une terrasse au sixième, un des multiples domiciles parisiens successifs de cet écrivain durant l'existence précaire de sa jeunesse[52].
- No 279 : église du Val-de-Grâce, rattachée à l'hôpital d'instruction des armées du même nom ; en face du Val-de-Grâce, la rue Saint-Jacques s'évase côté des numéros pairs pour constituer la place Alphonse-Laveran.

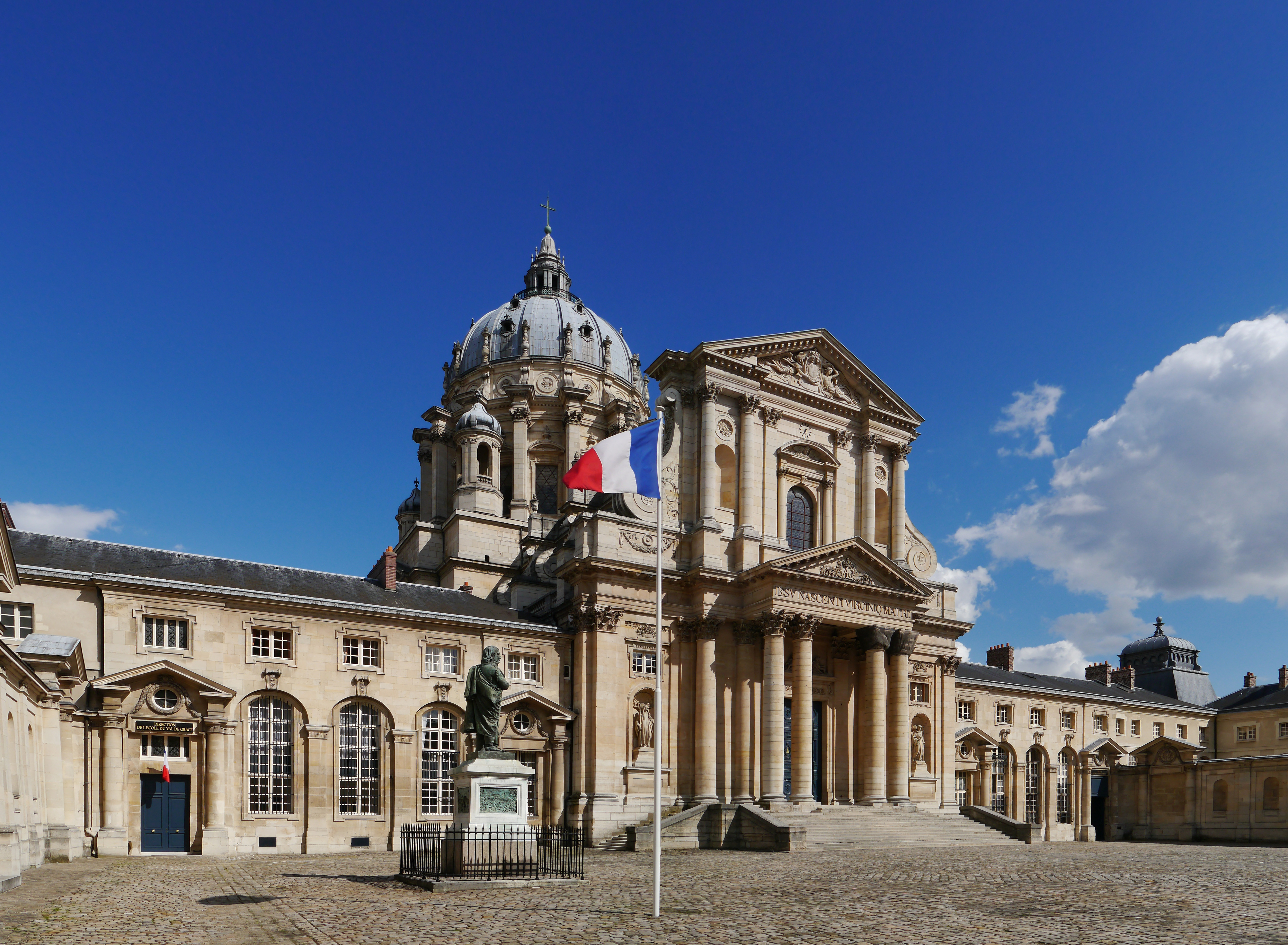
L'église du Val-de-Grâce, façade sur la rue Saint-Jacques.
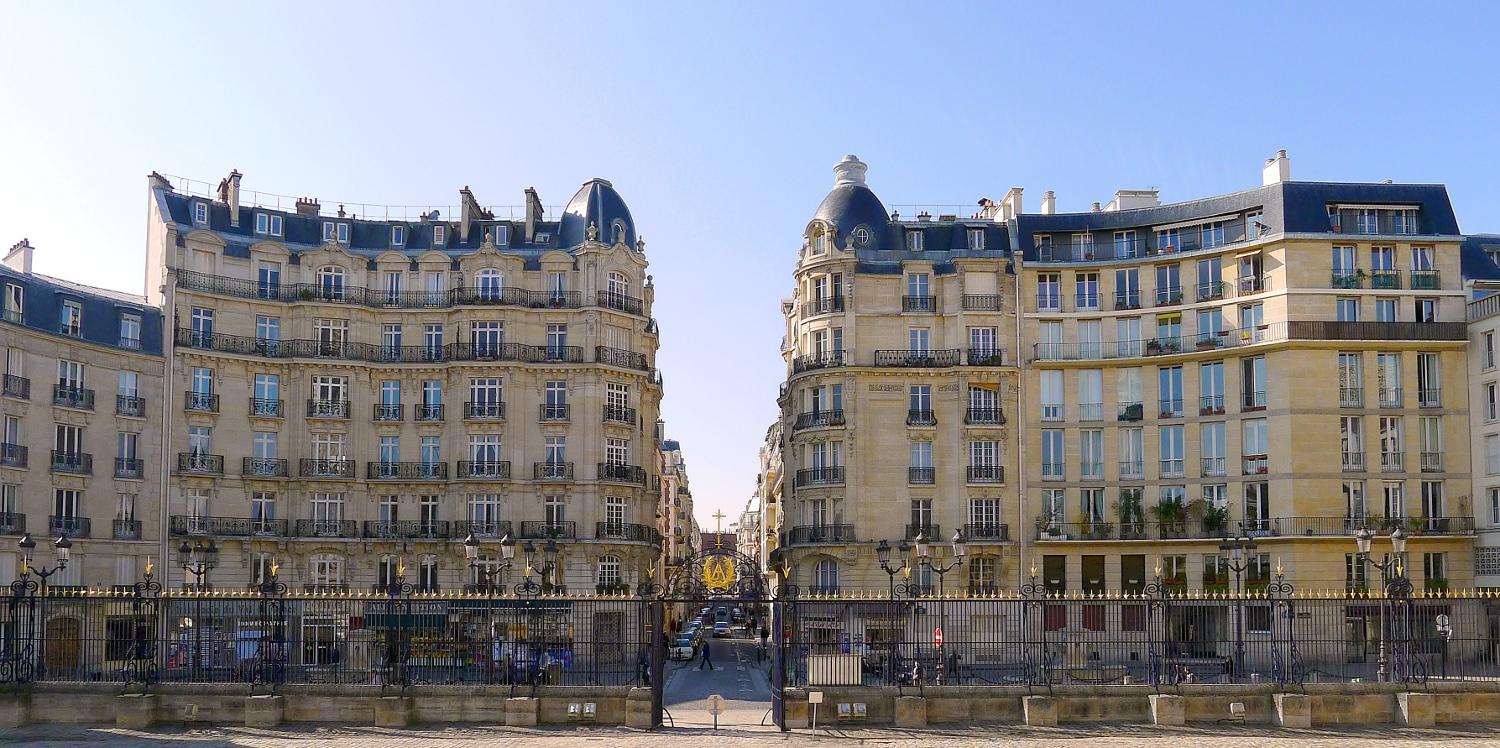
La place Alphonse-Laveran depuis l'église du Val-de-Grâce.

- No 281, 283, 285 : maisons Saint-Charles, Saint-Louis et de l'Arcade, construites vers 1680-1683 par les Bénédictines du Val-de-Grâce, qui les louaient. Parmi leurs locataires figurent la veuve de Nicolas Fouquet (1686-1716), celle du maréchal de Saint-Germain (1685), Louis Fouquet, marquis de Belle-Ile (1719), et la belle-sœur de Madame de Maintenon, qui y mourut en 1728[53].
- No 284 : une porte, aujourd'hui intégrée entre deux colonnes à un immeuble moderne, s'est ouverte le 21 avril 1674 pour Louise de La Vallière qui entrait au carmel où elle allait vivre jusqu'à sa mort, en 1720[54].
- No 287 : la construction en biais par rapport à la rue est due à l’existence de l’ancienne ruelle dite « des Sansonnets » ou « du Puits de l’Orme » qui rejoignait la rue des Capucins[19].
- No 288 : le poète Jean-Claude Diamant-Berger y a vécu. Une plaque lui rend hommage.

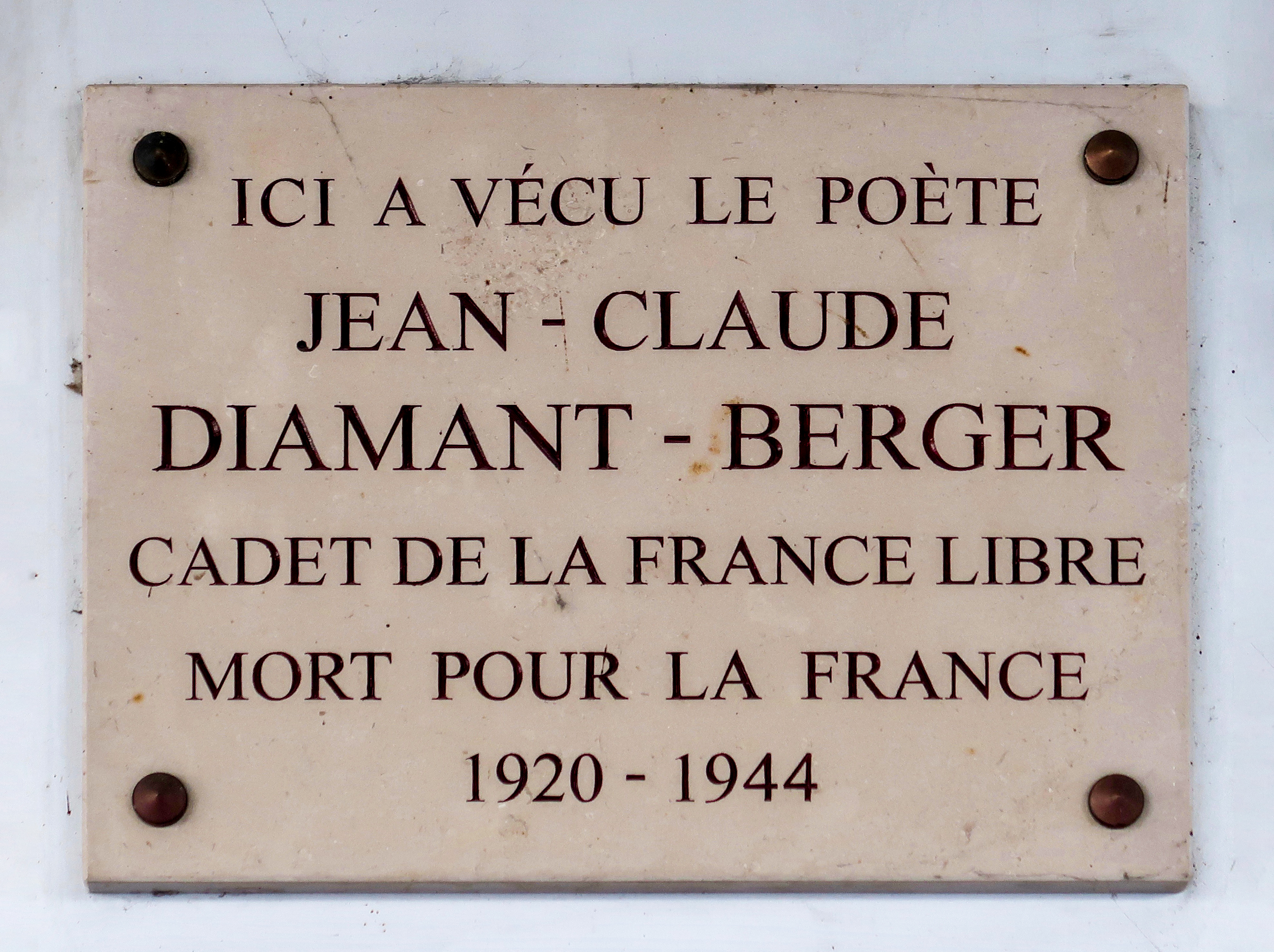

- No 289 : emplacement de l'hôtel de Longueville, qui fut celui de Madame du Barry[54]. Le bâtiment est inscrit monument historique en 1975[55]. Il était une dépendance de l’abbaye du Val-de-Grâce. L’hôtel a été vendu comme bien national, puis il a abrité successivement un pensionnat, un lavoir et un garage[56],[57].

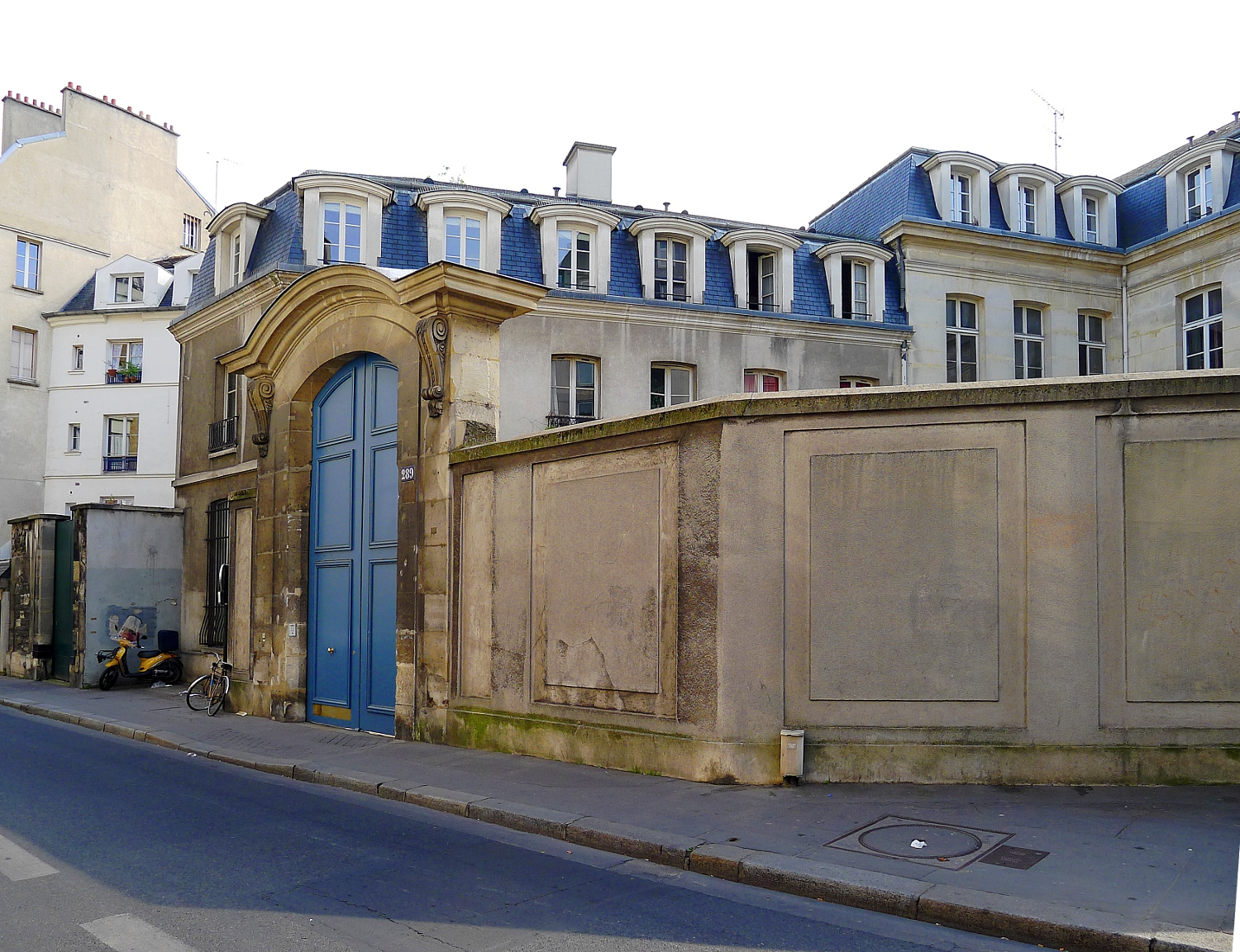
No 289 : vue de la rue.
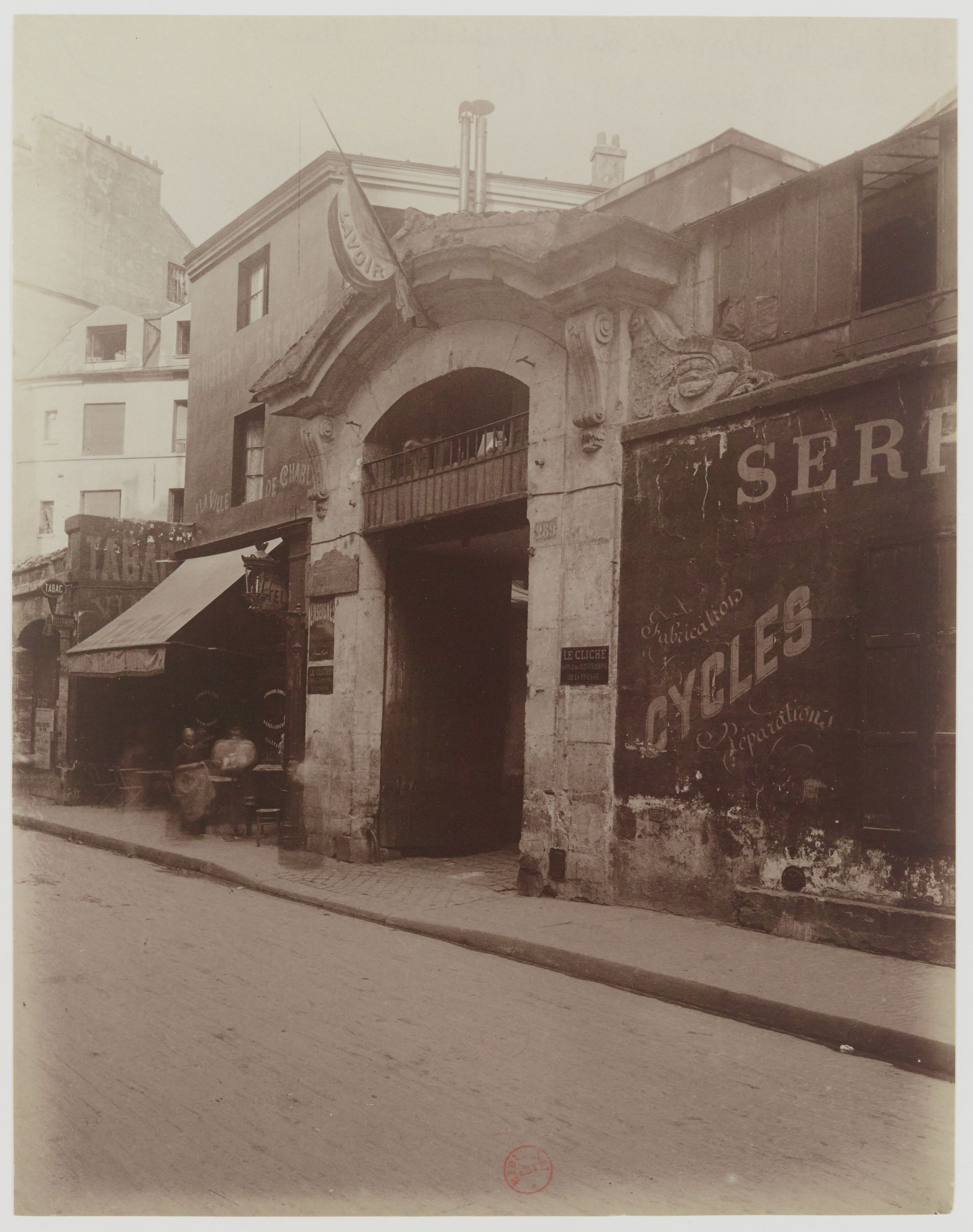
Le même hôtel vers 1900 (photographie d'Eugène Atget).

- No 326 : ancien emplacement du consulat hongrois.
- No 328 : le graveur Eugène Leguay y a vécu[réf. nécessaire]. De nos jours, local de la section du Parti socialiste du 5e arrondissement. À la fin du règne de Louis XV, la maison abritait une caserne des Gardes françaises[19].
- No 350 : en 1835, domicile de Jean-Baptiste Delestre (1800-1871), président de l'Athénée des Arts de Paris[58].

Non localisé
- En 1921, le peintre brésilien Antônio Gomide (pt) s'installe dans une maison de cette rue[59].

### Anciens libraires-éditeurs, imprimeurs et relieurs
- Dans cette rue se trouvait l'enseigne de Saint-Chrisostome, l'atelier du libraire-éditeur François Babuty en 1717. Il fut l’exécuteur testamentaire en 1721 du graveur et marchand Jacques Chiquet, dont la boutique était à l'enseigne du Grand Saint-Henry[60].
- Au début de cette rue se trouvaient les libraires-éditeurs Antoine-Claude Briasson, Michel-Antoine David et Laurent Durand, aux enseignes respectives de La Science, La Plume d'or, Saint Landry et Au Griffon : ils furent associés à André Le Breton pour publier l′Encyclopédie de Diderot et d'Alembert[61],[62]
- En 1487, l'imprimeur Georges Mittelhus habitait dans l'hôtel de Hacqueville, dont Jacques de Hacqueville, marchand drapier était propriétaire en 1467 et Raoul de Hacqueville en 1490 également marchand drapier. Son commerce était à l'enseigne de La Clef d'Argent[63],[64]
- En 1628, Sébastien Cramoisy, libraire-éditeur, exerce dans cette rue à l'enseigne Aux Cigognes[65].
- Georges Josse (fin du XVIe siècle-mars 1678), libraire-imprimeur à l'enseigne La Couronne d'Épines[66].
- En 1653, La Salamandre d'argent était l'enseigne de Jean Piot, imprimeur[67].
- En 1682, Jean Couterot (1636-1714)[68], libraire imprimeur était installé à L'Image Saint-Pierre[69].
- En 1683 y mourut le graveur Guillaume Chasteau qui y était également éditeur et marchand d'estampes[70],[71].
- En 1688 et 1708 : à l'enseigne de La Ville de Rome, Pierre de Launay, libraire-éditeur, proche de Saint-Séverin[72],[73].
- En 1694, l'enseigne Au Bon Pasteur appartenait au libraire-imprimeur Edme Couterot[74].
- En 1703, le peintre et imprimeur d'estampes Henri Bonnart (1642-1711), y exerce à l'enseigne Au Coq[75], et Nicolas Bonnart (1637-1718), en 1707 à l'enseigne À l'Aigle[76]. En 1774, adresse de l'enseigne Au Cocq, l'imprimeur-éditeur Augustin-Martin Lottin (1726-1793) dit l'aîné[77], cette enseigne était près Saint-Yves[78], il imprime et vend le Journal des Sçavans.
- En 1707, la veuve de Jacques Fétil y exerce une activité de maître relieur[79],[80]
- En 1709, l'imprimeur ordinaire du roi Frédéric Léonard était établi dans cette rue à l'enseigne de L'Écu de Venise[81].
- En 1710 se trouvait dans cette rue le libraire Charles Robustel à l'enseigne Au Palmier[82].
- En 1599, l'illustrateur et graveur sur cuivre Léonard Gaultier (1561-1635 ou 1641) s'installa dans un atelier : « La Fleur du Lys d'Or ». En 1720, à l'enseigne de La Fleur de Lys d'Or, puis au Lys d'Or, au coin de la rue de la Parcheminerie, près de la fontaine Saint-Séverin, se trouve une librairie tenue par Guillaume Cavelier fils qui y vend le Mercure de France[83].
- En 1725, le libraire Jean Desessartz (vers 1683-1733) exerçait dans cette rue à l'enseigne Saint-Prosper et aux Trois-Vertus[84].
- En 1735, le libraire Osmont y avait son enseigne à L'Olivier, le libraire Huart l'aîné à La Justice, et le libraire Clousier à L'Écu de France[85]. En 1757, l'enseigne à L'Olivier est à la veuve de Delaguette libraire-imprimeur[86].
- En 1739, Jean-Thomas Hérissant était libraire à l'enseigne de Saint-Paul et Saint-Hilaire[87],[88].
- En 1740, à L'Étoile, librairie-imprimerie de Gabriel et Claude Martin[89].
- En 1743, étaient domiciliés dans cette rue, entre autres libraires-imprimeurs, la veuve Delaune, la veuve Ganeau, Cavelier (père), Coignard, Mariette, Giffart, Guérin l'aîné, ainsi que les associés Lemercier et Boudet[90].
- En 1749, l'enseigne du Livre d'Or de P. G. Le Mercier[9].
- En 1749, l'enseigne de Jean-Thomas Hérissant est à Saint-Paul et Saint-Hilaire[9].
- La veuve de Jean Camusat tenait l'imprimerie-librairie À la Toison d'Or et À la Croix d'Or, dans cette rue[8]. En 1749, La Croix d'Or était à Pierre-Alex Le Prieur[9].
- En 1751, Jean-Baptiste III Coignard (1693-1768)[91] et Antoine Boudet (1715-1787), libraires-imprimeurs, exercent dans cette rue l'enseigne de Bible d'Or ou au Livre d'Or, et encore la Fontaine d'Or de 1734 à 1787, vis à vis la rue Plâtre[92], tout comme dans la même rue : Pierre-Gilles Le Mercier (1698-1773) gendre de J-B. Coignard[93], Jean-Thomas Hérissant, Laurent Durand (1712-1763) à l'enseigne de Saint-Landry et du Griffon, et Pierre-Alexandre Le Prieur (1722-179?)[94],[95].
- Jean-Jacques Rousseau tenait un loyer tout en haut de la rue Saint-Jacques[96].
- En 1772, Marie Antoinette Cailleau (1713-1793) dite la veuve Duchesne, était éditeur-libraire dans cette rue à l'enseigne du Temple du Goût[97].

## Dans la culture populaire

### Littérature
Dans le roman L'Éducation sentimentale (1869) de Gustave Flaubert, Baptiste Martinon, ancien camarade de Frédéric, réside dans cette rue.
Dans son roman Quatrevingt-treize (1874), Victor Hugo évoque la rue sous la Révolution : « Rue Saint-Jacques, des paveurs, pieds nus, arrêtaient la brouette d'un colporteur qui offrait des chaussures à vendre, se cotisaient, et achetaient quinze paires de souliers qu’ils envoyaient à la Convention pour nos soldats ».

### Cinéma
Dans le film Les Yeux sans visage (1960) de Georges Franju, c'est dans cette rue, à la sortie de l'université de la Sorbonne, qu'Edna Grüberg (Juliette Mayniel) repère discrètement des jeunes filles destinées à servir de cobayes scientifiques au docteur Génessier (Pierre Brasseur).